# Liga Națională de handbal feminin 2016-2017
Liga Națională de handbal feminin 2016-2017 a fost a 59-a ediție a primului eșalon valoric al campionatului național de handbal feminin românesc, respectiv a 20-a ediție în sistemul Ligii Naționale. Competiția a fost organizată de Federația Română de Handbal (FRH).
Ca și în sezonul precedent, competiția s-a desfășurat fără Play-Off și Play-Out.

## Televizări
Numeroase partide au fost televizate. Companiile DigiSport și DolceSport au cumpărat împreună un pachet de meciuri și le-au transmis în comun. Alte partide au fost televizate de canalele televiziunii naționale. Câteva partide de pe teren propriu ale CSM Roman au fost difuzate în direct pe internet de către stația roman24online.

## Echipe participante
În afara celor 10 echipe rămase din ediția anterioară, au mai promovat din Divizia A echipele clasate pe locul 1 în cele două serii. Aceste echipe sunt: CSU Danubius Galați, câștigătoarea Seriei A, respectiv CSM Bistrița, câștigătoarea Seriei B. Alte două echipe au fost decise în urma unui turneu de baraj. Cele două echipe sunt CS Măgura Cisnădie și CSM Unirea Slobozia, care au câștigat grupele din turneul de baraj și și-au păstrat locurile în Liga Națională. Pe 29 iunie 2016 s-a anunțat oficial că locul vicecampioanei HCM Baia Mare, echipă desființată în urma problemelor financiare, va fi luat de CS HM Buzău, care s-a clasat pe locul al treilea la turneul de baraj.
Pe 2 august 2016, CS HM Buzău a făcut public pe pagina sa oficială că, „urmare a refuzului primăriei Buzău de a finanța activitatea echipei, dar și din cauza sumei derizorii alocate de Consiliul Județean, Handbal Municipal Buzău se vede nevoită să anunțe, cu regret, retragerea din Liga Națională de handbal feminin, sezonul 2016-2017”. În locul clubului buzoian, FRH a invitat CSM Cetate Deva.
Astfel, echipele care au participat în sezonul competițional 2016-2017 al Ligii Naționale de handbal feminin sunt:
| - CSM București - ASC Corona 2010 Brașov - HC Dunărea Brăila - CSM Roman - CSM Ploiești1) - SCM Craiova - HCM Râmnicu Vâlcea | - HC Zalău - Universitatea Alexandrion Cluj - CSM Bistrița - CSU Danubius Galați - CS Măgura Cisnădie - CSM Unirea Slobozia - CSM Cetate Deva2) |

Note:
1) Prezența CSM Ploiești în Liga Națională a fost incertă încă de la început, din cauza problemelor financiare. Deși a jucat în prima etapă, echipa nu s-a mai prezentat la meciul din etapa a II-a contra CSM Roman, pe care l-a pierdut astfel cu 0-10. Pe 20 septembrie 2016, conducerea clubului a trimis FRH o adresă prin care anunța în mod oficial retragerea echipei din Liga Națională. Pe 21 septembrie 2016, după o întrunire a Consiliului de Administrație, CSM Ploiești a făcut public că va continua totuși să evolueze în prima ligă. Echipa a mai jucat apoi 6 partide folosind handbaliste de la secțiile de junioare, dar pe 3 noiembrie 2016, clubul a transmis către FRH o notificare în care preciza că nu poate organiza meciul de pe teren propriu din etapa a IX-a „datorită dificultăților financiare cu care se confruntă”. Subsecvent anunțului și conform regulamentului FRH în vigoare, echipa a fost definitiv exclusă din Liga Națională 2016-2017.
2) CSM Cetate Deva și-a pierdut pe rând jucătoarele după ce nu a obținut și sprijinul financiar al autorităților locale și județene. Pe 8 ianuarie 2017, având doar cinci handbaliste pe foaia de joc, clubul nu a reușit să organizeze partida de pe teren propriu contra SCM Craiova, contând pentru etapa a XII-a. Pe 13 ianuarie 2017, Marian Muntean, principalul finanțator al CSM Cetate Deva, a notificat în scris FRH că retrage echipa din Liga Națională.

## Clasament
Clasamentul a fost adus la zi după excluderea CSM Ploiești și CSM Cetate Deva din Liga Națională, scăzându-se punctele și golaverajul obținute de echipe în meciurile directe contra cluburilor din Ploiești și Deva.
|  | Echipe care au participat la barajul de promovare |
|  | Echipe excluse din Liga Națională 2016-2017       |

Actualizat pe 1 mai 2017
| Poz. | Echipa                | J  | V  | E | Î  | GM  | GP  | DG    | P   |
| ---- | --------------------- | -- | -- | - | -- | --- | --- | ----- | --- |
| 1    | CSM București         | 22 | 21 | 0 | 1  | 680 | 478 | + 202 | 63  |
| 2    | HC Dunărea Brăila     | 22 | 15 | 2 | 5  | 566 | 541 | + 25  | 47  |
| 3    | HC Zalău              | 22 | 14 | 3 | 5  | 575 | 511 | + 64  | 45  |
| 4    | SCM Craiova           | 22 | 14 | 2 | 6  | 593 | 527 | + 66  | 44  |
| 5    | CSM Roman             | 22 | 10 | 4 | 8  | 563 | 527 | + 36  | 34  |
| 6    | Corona Brașov         | 22 | 9  | 1 | 12 | 568 | 594 | – 26  | 28  |
| 7    | HCM Râmnicu Vâlcea    | 22 | 9  | 1 | 12 | 534 | 598 | – 64  | 28  |
| 8    | CSM Bistrița          | 22 | 9  | 0 | 13 | 588 | 625 | – 37  | 27  |
| 9    | CS Măgura Cisnădie    | 22 | 6  | 4 | 12 | 505 | 576 | – 71  | 22  |
| 10   | „U” Alexandrion Cluj  | 22 | 6  | 3 | 13 | 549 | 564 | – 15  | 21  |
| 11   | CSU Danubius Galați1) | 22 | 5  | 0 | 17 | 469 | 567 | – 98  | 14  |
| 12   | CSM Unirea Slobozia   | 22 | 3  | 2 | 17 | 517 | 599 | – 82  | 11  |
| 13   | CSM Cetate Deva4),5)  | 11 | 0  | 0 | 11 | 216 | 324 | – 108 | – 3 |
| 14   | CSM Ploiești2),3)     | 8  | 0  | 0 | 8  | 138 | 289 | – 151 | – 3 |

1) Deși CSM București a învins pe teren pe CSU Danubius Galați, scor 36-15 (20-7), clubul gălățean a fost penalizat de FRH pentru că a folosit o jucătoare aflată în stare de suspendare, Mirela Vîlcu. FRH a decis că CSU Danubius Galați va pierde meciul la „masa verde” cu 0-10 și i se va scădea suplimentar un punct din clasament.
2) CSM Ploiești nu s-a prezentat la meciul contra CSM Roman din etapa a II-a, după ce și-a pierdut toate handbalistele din cauza problemelor financiare ale clubului. FRH a decis că CSM Ploiești va pierde meciul la „masa verde” cu 0-10 și i se vor scădea suplimentar trei puncte din clasament.
3) CSM Ploiești nu a putut organiza nici meciul de pe teren propriu contra CSM Bistrița, din etapa a IX-a, și a fost exclusă din campionat.
4) CSM Cetate Deva nu a putut găzdui meciul contra SCM Craiova, contând pentru etapa a XII-a, după ce a rămas fără majoritatea handbalistelor din cauza problemelor financiare ale clubului. FRH a decis că CSM Cetate va pierde meciul la „masa verde” cu 0-10 și i se vor scădea suplimentar trei puncte din clasament.
5) CSM Cetate Deva a notificat în scris FRH că nu se poate prezenta nici la meciul contra „U” Alexandrion Cluj, din etapa a XIII-a, și a fost exclusă din campionat.

## Partide
Meciurile ediției 2016-17 a Ligii Naționale de handbal feminin s-au jucat în sistem fiecare cu fiecare cu tur și retur, fără Play-Off și Play-Out, iar programul acestora a fost alcătuit după Tabela Berger. Numerele de ordine ale partidelor s-au stabilit prin tragerea la sorți care a avut loc la București, pe 18 iulie 2016, de la ora 11:00, în sala de consiliu din incinta bazei Federației Române de Handbal din strada Aviator Popa Marin nr. 2..

## Rezultate în tur
În statistica de mai jos sunt prezentate și partidele pe care le-au disputat CSM Ploiești și CSM Cetate Deva înainte de excluderea lor din Liga Națională, însă punctele și golaverajul rezultate în meciurile contra acestor două echipe nu au fost luate în calcul la întocmirea clasamentului general.
Date oficiale publicate de Federația Română de Handbal

### Etapa I
| 9 septembrie 2016 Digi2, Dolce218:00 | HCM Râmnicu Vâlcea | 21 - 18 | „U” Alexandrion Cluj | Sala Sporturilor Traian, Râmnicu Vâlcea Arbitri: Florescu, Stoia |
| 9 septembrie 2016 Digi2, Dolce218:00 | Senocico 9         | (12-11) | Popa, Puiu 4         | Sala Sporturilor Traian, Râmnicu Vâlcea Arbitri: Florescu, Stoia |
| 9 septembrie 2016 Digi2, Dolce218:00 | 1× 3×              | Cronica | 4× 3×                | Sala Sporturilor Traian, Râmnicu Vâlcea Arbitri: Florescu, Stoia |

| 10 septembrie 2016 11:00 | CSM Bistrița | 26 - 30 | HC Dunărea Brăila | Sala Polivalentă, Bistrița Arbitri: Băducu, Voicu |
| 10 septembrie 2016 11:00 | Chirilă 8    | (12-13) | Zamfirescu 6      | Sala Polivalentă, Bistrița Arbitri: Băducu, Voicu |
| 10 septembrie 2016 11:00 | Cronica      |         |                   | Sala Polivalentă, Bistrița Arbitri: Băducu, Voicu |

| 10 septembrie 2016 Digi1, Dolce215:00 | CSM București | 10 - 01) (36 - 15) | CSU Danubius Galați | Sala Rapid, București Asistență: 700 Arbitri: Drăgănescu, Eremia |
| 10 septembrie 2016 Digi1, Dolce215:00 | Vărzaru 10    | (20-7)             | Cozma, Artean 5     | Sala Rapid, București Asistență: 700 Arbitri: Drăgănescu, Eremia |
| 10 septembrie 2016 Digi1, Dolce215:00 | 3× 3×         | Cronica            | 1× 3×               | Sala Rapid, București Asistență: 700 Arbitri: Drăgănescu, Eremia |

| 10 septembrie 2016 TVR116:00 | CSM Unirea Slobozia | 28 - 28 | CSM Roman | Sala Sporturilor „Andreea Nica”, Slobozia Arbitri: Badiu, Barbu |
| 10 septembrie 2016 TVR116:00 | Ilie 6              | (13-12) | Glibko 8  | Sala Sporturilor „Andreea Nica”, Slobozia Arbitri: Badiu, Barbu |
| 10 septembrie 2016 TVR116:00 | 2× 2×               | Cronica | 3× 3×     | Sala Sporturilor „Andreea Nica”, Slobozia Arbitri: Badiu, Barbu |

| 11 septembrie 2016 TVR116:00 | CS Măgura Cisnădie | 25 - 33 | SCM Craiova      | Sala Polivalentă „Măgura”, Cisnădie Arbitri: Harabagiu, Stănescu |
| 11 septembrie 2016 TVR116:00 | Moldovan 9         | (10-16) | Apipie, Zamfir 8 | Sala Polivalentă „Măgura”, Cisnădie Arbitri: Harabagiu, Stănescu |
| 11 septembrie 2016 TVR116:00 | 4× 2×              | Cronica | 5× 3×            | Sala Polivalentă „Măgura”, Cisnădie Arbitri: Harabagiu, Stănescu |

| 13 septembrie 2016 12:00 | CSM Ploiești | 25 - 26 | HC Zalău     | Sala Sporturilor Olimpia, Ploiești Asistență: 300 Arbitri: Drăghici, Drăguț |
| 13 septembrie 2016 12:00 | Chiricuță 7  | (11-11) | Rob, Tămaș 6 | Sala Sporturilor Olimpia, Ploiești Asistență: 300 Arbitri: Drăghici, Drăguț |
| 13 septembrie 2016 12:00 | 6×           | Cronica | 7×           | Sala Sporturilor Olimpia, Ploiești Asistență: 300 Arbitri: Drăghici, Drăguț |

| 14 septembrie 2016 16:00 | CSM Cetate Deva | 17 - 29 | Corona Brașov | Sala Sporturilor, Deva Arbitri: Barbu, Manafu |
| 14 septembrie 2016 16:00 | Abed Kader 7    | (5-15)  | Neagu 5       | Sala Sporturilor, Deva Arbitri: Barbu, Manafu |
| 14 septembrie 2016 16:00 | 2× 3×           | Cronica | 7× 3× 1×      | Sala Sporturilor, Deva Arbitri: Barbu, Manafu |

1) Deși CSM București a învins pe teren pe CSU Danubius Galați, scor 36-15 (20-7), clubul gălățean a fost penalizat de FRH pentru că în acest meci a folosit o jucătoare aflată în stare de suspendare, Mirela Vîlcu. FRH a decis că CSU Danubius Galați va pierde meciul la „masa verde” cu 0-10 și i se va scădea suplimentar un punct din clasament.

### Etapa a II-a
| 14 septembrie 2016 18:00 | HC Dunărea Brăila | 37 - 25 | CSM Unirea Slobozia | Sala Polivalentă „Danubius”, Brăila Arbitri: Florescu, Stoia |
| 14 septembrie 2016 18:00 | Tătar 9           | (18-13) | Enescu 6            | Sala Polivalentă „Danubius”, Brăila Arbitri: Florescu, Stoia |
| 14 septembrie 2016 18:00 | 4× 3×             | Cronica | 4×                  | Sala Polivalentă „Danubius”, Brăila Arbitri: Florescu, Stoia |

| 16 septembrie 2016 Digi2, Dolce218:00 | HC Zalău       | 17 - 31 | CSM București | Sala Sporturilor, Zalău Arbitri: Gurbina, Stanciu |
| 16 septembrie 2016 Digi2, Dolce218:00 | Lazăr, Tămaș 4 | (10-16) | Gulldén 5     | Sala Sporturilor, Zalău Arbitri: Gurbina, Stanciu |
| 16 septembrie 2016 Digi2, Dolce218:00 | 2× 4×          | Cronica | 3× 3×         | Sala Sporturilor, Zalău Arbitri: Gurbina, Stanciu |

| 17 septembrie 2016 11:00 | „U” Alexandrion Cluj | 31 - 31 | CS Măgura Cisnădie | Sala Sporturilor Horia Demian, Cluj Arbitri: Năstase, Stancu |
| 17 septembrie 2016 11:00 | Chintoan 7           | (18-14) | Moldovan 8         | Sala Sporturilor Horia Demian, Cluj Arbitri: Năstase, Stancu |
| 17 septembrie 2016 11:00 | 6× 2×                | Cronica | 4× 2×              | Sala Sporturilor Horia Demian, Cluj Arbitri: Năstase, Stancu |

| 18 septembrie 2016 Digi3, Dolce315:30 | Corona Brașov | 30 - 23 | CSU Danubius Galați     | Sala Sporturilor „Dumitru Popescu Colibași”, Brașov Arbitri: Murariu, Tăbăcariu |
| 18 septembrie 2016 Digi3, Dolce315:30 | Pricopi 6     | (16-10) | Artean, Cozma, Florea 5 | Sala Sporturilor „Dumitru Popescu Colibași”, Brașov Arbitri: Murariu, Tăbăcariu |
| 18 septembrie 2016 Digi3, Dolce315:30 | 2× 4×         | Cronica | 5× 4×                   | Sala Sporturilor „Dumitru Popescu Colibași”, Brașov Arbitri: Murariu, Tăbăcariu |

| 18 septembrie 2016 TVR116:00 | SCM Craiova      | 22 - 25 | CSM Bistrița | Sala Polivalentă, Craiova Arbitri: Drăgănescu, Eremia |
| 18 septembrie 2016 TVR116:00 | Apipie, Zamfir 5 | (13-15) | Pristăviță 7 | Sala Polivalentă, Craiova Arbitri: Drăgănescu, Eremia |
| 18 septembrie 2016 TVR116:00 | 5× 3×            | Cronica | 8× 3× 1×     | Sala Polivalentă, Craiova Arbitri: Drăgănescu, Eremia |

| 18 septembrie 2016 18:00 | CSM Cetate Deva | 21 - 33 | HCM Râmnicu Vâlcea | Sala Sporturilor, Deva Arbitri: Șerbu, Vasilescu |
| 18 septembrie 2016 18:00 | Abed Kader 7    | (13-13) | Senocico 8         | Sala Sporturilor, Deva Arbitri: Șerbu, Vasilescu |
| 18 septembrie 2016 18:00 | 1× 2×           | Cronica | 3× 3×              | Sala Sporturilor, Deva Arbitri: Șerbu, Vasilescu |

| 19 septembrie 2016 18:00 | CSM Roman | 10 - 02) | CSM Ploiești | Sala Polivalentă, Roman Arbitri: Popa, Toma |
| 19 septembrie 2016 18:00 | Cronica   |          |              | Sala Polivalentă, Roman Arbitri: Popa, Toma |
| 19 septembrie 2016 18:00 |           |          |              | Sala Polivalentă, Roman Arbitri: Popa, Toma |

2) CSM Ploiești nu s-a prezentat la meciul contra CSM Roman după ce și-a pierdut toate handbalistele din cauza problemelor financiare ale clubului. FRH a decis că CSM Ploiești va pierde meciul la „masa verde” cu 0-10 și i se vor scădea suplimentar trei puncte din clasament.

### Etapa a III-a
| 21 septembrie 2016 TVR216:00 | HCM Râmnicu Vâlcea | 25 - 29 | Corona Brașov | Sala Sporturilor Traian, Râmnicu Vâlcea Arbitri: Băban, Marta |
| 21 septembrie 2016 TVR216:00 | Senocico 8         | (14-15) | Pricopi 6     | Sala Sporturilor Traian, Râmnicu Vâlcea Arbitri: Băban, Marta |
| 21 septembrie 2016 TVR216:00 | 2× 2×              | Cronica | 2× 3×         | Sala Sporturilor Traian, Râmnicu Vâlcea Arbitri: Băban, Marta |

| 21 septembrie 2016 Digi2, Dolce17:30 | CSM Bistrița | 24 - 31 | „U” Alexandrion Cluj | Sala Polivalentă, Bistrița Arbitri: Iliescu, Manea |
| 21 septembrie 2016 Digi2, Dolce17:30 | Chirilă 8    | (10-13) | Șeiko 11             | Sala Polivalentă, Bistrița Arbitri: Iliescu, Manea |
| 21 septembrie 2016 Digi2, Dolce17:30 | 4× 3×        | Cronica | 8× 3× 1×             | Sala Polivalentă, Bistrița Arbitri: Iliescu, Manea |

| 22 septembrie 2016 17:00 | CSM Ploiești | 20 - 38 | HC Dunărea Brăila | Sala Sporturilor Olimpia, Ploiești Asistență: 300 Arbitri: Ghiță, Topliceanu |
| 22 septembrie 2016 17:00 | Șerban 6     | (9-17)  | Tătar 7           | Sala Sporturilor Olimpia, Ploiești Asistență: 300 Arbitri: Ghiță, Topliceanu |
| 22 septembrie 2016 17:00 | 3×           | Cronica | 3×                | Sala Sporturilor Olimpia, Ploiești Asistență: 300 Arbitri: Ghiță, Topliceanu |

| 22 septembrie 2016 TVR216:00 | CSM Unirea Slobozia | 31 - 33 | SCM Craiova | Sala Sporturilor „Andreea Nica”, Slobozia Arbitri: Belean, Călina |
| 22 septembrie 2016 TVR216:00 | Enescu 9            | (16-17) | Zamfir 11   | Sala Sporturilor „Andreea Nica”, Slobozia Arbitri: Belean, Călina |
| 22 septembrie 2016 TVR216:00 | 2× 3×               | Cronica | 5× 4× 1×    | Sala Sporturilor „Andreea Nica”, Slobozia Arbitri: Belean, Călina |

| 22 septembrie 2016 17:00 | CSU Danubius Galați | 18 - 24 | HC Zalău      | Sala Sporturilor, Galați Arbitri: Băducu, Voicu |
| 22 septembrie 2016 17:00 | Jovanovska 5        | (8-11)  | Klimek, Rob 5 | Sala Sporturilor, Galați Arbitri: Băducu, Voicu |
| 22 septembrie 2016 17:00 | 3×                  | Cronica | 9× 1×         | Sala Sporturilor, Galați Arbitri: Băducu, Voicu |

| 22 septembrie 2016 Digi2, Dolce217:30 | CSM București | 28 - 22 | CSM Roman  | Sala Rapid, București Arbitri: Gál, Savu |
| 22 septembrie 2016 Digi2, Dolce217:30 | Martín 7      | (15-9)  | Tošković 9 | Sala Rapid, București Arbitri: Gál, Savu |
| 22 septembrie 2016 Digi2, Dolce217:30 | 5× 3×         | Cronica | 5× 2×      | Sala Rapid, București Arbitri: Gál, Savu |

| 22 septembrie 2016 18:00 | CS Măgura Cisnădie | 30 - 28 | CSM Cetate Deva | Sala Polivalentă „Măgura”, Cisnădie Arbitri: Stark, Ștefan |
| 22 septembrie 2016 18:00 | Moldovan 11        | (14-13) | Abed Kader 8    | Sala Polivalentă „Măgura”, Cisnădie Arbitri: Stark, Ștefan |
| 22 septembrie 2016 18:00 | 4× 2×              | Cronica | 5× 3× 1×        | Sala Polivalentă „Măgura”, Cisnădie Arbitri: Stark, Ștefan |

### Etapa a IV-a
| 25 septembrie 2016 11:00 | CSM Roman  | 32 - 16 | CSU Danubius Galați | Sala Polivalentă, Roman Arbitri: Agliceriu, Turdean |
| 25 septembrie 2016 11:00 | Tošković 7 | (14-9)  | Jovanovska 4        | Sala Polivalentă, Roman Arbitri: Agliceriu, Turdean |
| 25 septembrie 2016 11:00 | 4× 3×      | Cronica | 3× 3×               | Sala Polivalentă, Roman Arbitri: Agliceriu, Turdean |

| 25 septembrie 2016 TVR116:00 | Corona Brașov | 27 - 26 | HC Zalău | Sala Sporturilor „Dumitru Popescu Colibași”, Brașov Arbitri: Fânață, Hendrea |
| 25 septembrie 2016 TVR116:00 | Chiper 8      | (13-15) | Dragut 6 | Sala Sporturilor „Dumitru Popescu Colibași”, Brașov Arbitri: Fânață, Hendrea |
| 25 septembrie 2016 TVR116:00 | 5× 3×         | Cronica | 6× 3×    | Sala Sporturilor „Dumitru Popescu Colibași”, Brașov Arbitri: Fânață, Hendrea |

| 25 septembrie 2016 17:00 | „U” Alexandrion Cluj | 37 - 23 | CSM Unirea Slobozia | Sala Polivalentă, Cluj Arbitri: Nacu, Rucoi |
| 25 septembrie 2016 17:00 | Chintoan 10          | (17-9)  | Enescu 8            | Sala Polivalentă, Cluj Arbitri: Nacu, Rucoi |
| 25 septembrie 2016 17:00 | 1× 3×                | Cronica | 2× 3×               | Sala Polivalentă, Cluj Arbitri: Nacu, Rucoi |

| 25 septembrie 2016 18:00 | CSM Cetate Deva | 25 - 35 | CSM Bistrița | Sala Sporturilor, Deva Arbitri: Florescu, Stoia |
| 25 septembrie 2016 18:00 | Abed Kader 9    | (14-14) | Chirilă 9    | Sala Sporturilor, Deva Arbitri: Florescu, Stoia |
| 25 septembrie 2016 18:00 | 5× 2× 1×        | Cronica | 5× 2×        | Sala Sporturilor, Deva Arbitri: Florescu, Stoia |

| 26 septembrie 2016 18:00 | SCM Craiova | 52 - 17 | CSM Ploiești | Sala Polivalentă, Craiova Arbitri: Cruceru, Rădulescu |
| 26 septembrie 2016 18:00 | Nikolić 8   | (23-10) | Mihart 7     | Sala Polivalentă, Craiova Arbitri: Cruceru, Rădulescu |
| 26 septembrie 2016 18:00 | 5×          | Cronica | 5×           | Sala Polivalentă, Craiova Arbitri: Cruceru, Rădulescu |

| 26 septembrie 2016 Digi2, Dolce218:00 | HCM Râmnicu Vâlcea | 20 - 18 | CS Măgura Cisnădie | Sala Sporturilor Traian, Râmnicu Vâlcea Arbitri: Mârza, Nedelea |
| 26 septembrie 2016 Digi2, Dolce218:00 | Senocico, Simion 5 | (11-8)  | Tudor 5            | Sala Sporturilor Traian, Râmnicu Vâlcea Arbitri: Mârza, Nedelea |
| 26 septembrie 2016 Digi2, Dolce218:00 | 7× 3×              | Cronica | 6× 2× 1× 1×        | Sala Sporturilor Traian, Râmnicu Vâlcea Arbitri: Mârza, Nedelea |

| 26 septembrie 2016 Digi2, Dolce219:45 | HC Dunărea Brăila | 30 - 27 | CSM București | Sala Polivalentă „Danubius”, Brăila Asistență: 2.500 Arbitri: Din, Dinu |
| 26 septembrie 2016 Digi2, Dolce219:45 | Tiron 9           | (12-12) | Martín 6      | Sala Polivalentă „Danubius”, Brăila Asistență: 2.500 Arbitri: Din, Dinu |
| 26 septembrie 2016 Digi2, Dolce219:45 | 1× 3×             | Cronica | 5× 3×         | Sala Polivalentă „Danubius”, Brăila Asistență: 2.500 Arbitri: Din, Dinu |

### Etapa a V-a
| 28 septembrie 2016 TVR216:00 | CSM Unirea Slobozia | 28 - 17 | CSM Cetate Deva | Sala Sporturilor „Andreea Nica”, Slobozia Arbitri: Velișca, Vlad |
| 28 septembrie 2016 TVR216:00 | Enescu 9            | (13-10) | Mărginean 5     | Sala Sporturilor „Andreea Nica”, Slobozia Arbitri: Velișca, Vlad |
| 28 septembrie 2016 TVR216:00 | 4× 1×               | Cronica | 6× 2×           | Sala Sporturilor „Andreea Nica”, Slobozia Arbitri: Velișca, Vlad |

| 28 septembrie 2016 Digi2, Dolce218:00 | HC Zalău | 24 - 24 | CSM Roman | Sala Sporturilor, Zalău Arbitri: Șerbu, Vasilescu |
| 28 septembrie 2016 Digi2, Dolce218:00 | Bloj 8   | (15-11) | Glibko 9  | Sala Sporturilor, Zalău Arbitri: Șerbu, Vasilescu |
| 28 septembrie 2016 Digi2, Dolce218:00 | 5× 3×    | Cronica | 5× 2×     | Sala Sporturilor, Zalău Arbitri: Șerbu, Vasilescu |

| 29 septembrie 2016 TVR216:00 | CS Măgura Cisnădie | 26 - 22 | Corona Brașov    | Sala Polivalentă „Măgura”, Cisnădie Arbitri: Iliescu, Manea |
| 29 septembrie 2016 TVR216:00 | Moldovan 14        | (15-11) | Neagu, Pricopi 4 | Sala Polivalentă „Măgura”, Cisnădie Arbitri: Iliescu, Manea |
| 29 septembrie 2016 TVR216:00 | 4× 3×              | Cronica | 4× 3×            | Sala Polivalentă „Măgura”, Cisnădie Arbitri: Iliescu, Manea |

| 29 septembrie 2016 Digi3, Dolce216:30 | CSM București | 33 - 25 | SCM Craiova | Sala Polivalentă, București Arbitri: Florescu, Stoia |
| 29 septembrie 2016 Digi3, Dolce216:30 | Martín 10     | (15-13) | Zamfir 6    | Sala Polivalentă, București Arbitri: Florescu, Stoia |
| 29 septembrie 2016 Digi3, Dolce216:30 | 2× 2×         | Cronica | 2× 2×       | Sala Polivalentă, București Arbitri: Florescu, Stoia |

| 29 septembrie 2016 17:00 | CSM Ploiești | 19 - 34 | „U” Alexandrion Cluj | Sala Sporturilor Olimpia, Ploiești Asistență: 200 Arbitri: Cazan, Suliman |
| 29 septembrie 2016 17:00 | Marin 7      | (8-19)  | Șeiko 9              | Sala Sporturilor Olimpia, Ploiești Asistență: 200 Arbitri: Cazan, Suliman |
| 29 septembrie 2016 17:00 | 5×           | Cronica | 5×                   | Sala Sporturilor Olimpia, Ploiești Asistență: 200 Arbitri: Cazan, Suliman |

| 29 septembrie 2016 18:00 | CSU Danubius Galați | 24 - 25 | HC Dunărea Brăila          | Sala Sporturilor, Galați Asistență: 300 Arbitri: Doană, Gociu |
| 29 septembrie 2016 18:00 | Livrinikj 7         | (12-11) | Krnić, Tătar, Udriștioiu 5 | Sala Sporturilor, Galați Asistență: 300 Arbitri: Doană, Gociu |
| 29 septembrie 2016 18:00 | 4× 1×               | Cronica | 4× 2×                      | Sala Sporturilor, Galați Asistență: 300 Arbitri: Doană, Gociu |

| 29 septembrie 2016 18:00 | CSM Bistrița | 31 - 28 | HCM Râmnicu Vâlcea | Sala Polivalentă, Bistrița Arbitri: Ghiorghișor, State |
| 29 septembrie 2016 18:00 | Crap 9       | (17-12) | Simion 9           | Sala Polivalentă, Bistrița Arbitri: Ghiorghișor, State |
| 29 septembrie 2016 18:00 | 1× 3×        | Cronica | 4× 2×              | Sala Polivalentă, Bistrița Arbitri: Ghiorghișor, State |

### Etapa a VI-a
| 11 octombrie 2016 Digi2, Dolce218:45 | HC Dunărea Brăila | 25 - 20 | HC Zalău | Sala Polivalentă „Danubius”, Brăila Arbitri: Băducu, Voicu |
| 11 octombrie 2016 Digi2, Dolce218:45 | Tiron 9           | (11-11) | Rob 7    | Sala Polivalentă „Danubius”, Brăila Arbitri: Băducu, Voicu |
| 11 octombrie 2016 Digi2, Dolce218:45 | 4× 3×             | Cronica | 5× 4×    | Sala Polivalentă „Danubius”, Brăila Arbitri: Băducu, Voicu |

| 12 octombrie 2016 Digi2, Dolce217:00 | „U” Alexandrion Cluj | 19 - 28 | CSM București | Sala Polivalentă, Cluj Arbitri: Florescu, Stoia |
| 12 octombrie 2016 Digi2, Dolce217:00 | Chintoan 6           | (11-16) | Gulldén 6     | Sala Polivalentă, Cluj Arbitri: Florescu, Stoia |
| 12 octombrie 2016 Digi2, Dolce217:00 | 3× 3×                | Cronica | 2× 3×         | Sala Polivalentă, Cluj Arbitri: Florescu, Stoia |

| 12 octombrie 2016 19:00 | Corona Brașov | 18 - 18 | CSM Roman | Sala Sporturilor „Dumitru Popescu Colibași”, Brașov Arbitri: Năstase, Stancu |
| 12 octombrie 2016 19:00 | Chiper 6      | (9-11)  | Glibko 7  | Sala Sporturilor „Dumitru Popescu Colibași”, Brașov Arbitri: Năstase, Stancu |
| 12 octombrie 2016 19:00 | 7× 2×         | Cronica | 5× 3× 1×  | Sala Sporturilor „Dumitru Popescu Colibași”, Brașov Arbitri: Năstase, Stancu |

| 15 octombrie 2016 TVR116:00 | SCM Craiova | 25 - 20 | CSU Danubius Galați | Sala Polivalentă, Craiova Asistență: 1.000 Arbitri: Georgescu, Moldoveanu |
| 15 octombrie 2016 TVR116:00 | Zamfir 8    | (14-13) | Artean 5            | Sala Polivalentă, Craiova Asistență: 1.000 Arbitri: Georgescu, Moldoveanu |
| 15 octombrie 2016 TVR116:00 | 5× 3×       | Cronica | 3× 4×               | Sala Polivalentă, Craiova Asistență: 1.000 Arbitri: Georgescu, Moldoveanu |

| 16 octombrie 2016 TVR116:00 | HCM Râmnicu Vâlcea | 25 - 25 | CSM Unirea Slobozia | Sala Sporturilor Traian, Râmnicu Vâlcea Asistență: 600 Arbitri: Stark, Ștefan |
| 16 octombrie 2016 TVR116:00 | Simion 10          | (12-13) | Enescu 9            | Sala Sporturilor Traian, Râmnicu Vâlcea Asistență: 600 Arbitri: Stark, Ștefan |
| 16 octombrie 2016 TVR116:00 | 2× 3×              | Cronica | 5× 4×               | Sala Sporturilor Traian, Râmnicu Vâlcea Asistență: 600 Arbitri: Stark, Ștefan |

| 16 octombrie 2016 18:00 | CSM Cetate Deva | 41 - 20 | CSM Ploiești | Sala Sporturilor, Deva Arbitri: Doană, Gociu |
| 16 octombrie 2016 18:00 | Seraficeanu 10  | (20-10) | Mihart 7     | Sala Sporturilor, Deva Arbitri: Doană, Gociu |
| 16 octombrie 2016 18:00 | 3× 2×           | Cronica | 3× 3× 1×     | Sala Sporturilor, Deva Arbitri: Doană, Gociu |

| 16 octombrie 2016 18:00 | CS Măgura Cisnădie | 25 - 23 | CSM Bistrița | Sala Polivalentă „Măgura”, Cisnădie Arbitri: Pârvu, Potîrniche |
| 16 octombrie 2016 18:00 | Moldovan 7         | (15-16) | Crap 7       | Sala Polivalentă „Măgura”, Cisnădie Arbitri: Pârvu, Potîrniche |
| 16 octombrie 2016 18:00 | 5× 3×              | Cronica | 4× 2×        | Sala Polivalentă „Măgura”, Cisnădie Arbitri: Pârvu, Potîrniche |

### Etapa a VII-a
| 18 octombrie 2016 Digi2, Dolce219:30 | CSM București | 38 - 21 | CSM Cetate Deva | Sala Rapid, București Asistență: 200 Arbitri: Babău, Roibu |
| 18 octombrie 2016 Digi2, Dolce219:30 | Lobaci 8      | (19-10) | Strahan 7       | Sala Rapid, București Asistență: 200 Arbitri: Babău, Roibu |
| 18 octombrie 2016 Digi2, Dolce219:30 | 2×            | Cronica | 7× 3×           | Sala Rapid, București Asistență: 200 Arbitri: Babău, Roibu |

| 19 octombrie 2016 Digi2, Dolce217:00 | CSM Roman  | 18 - 20 | HC Dunărea Brăila | Sala Polivalentă, Roman Arbitri: Iliescu, Manea |
| 19 octombrie 2016 Digi2, Dolce217:00 | Tošković 7 | (8-10)  | Tiron 8           | Sala Polivalentă, Roman Arbitri: Iliescu, Manea |
| 19 octombrie 2016 Digi2, Dolce217:00 | 3×         | Cronica | 3× 3×             | Sala Polivalentă, Roman Arbitri: Iliescu, Manea |

| 22 octombrie 2016 16:00 | CSU Danubius Galați | 27 - 19 | „U” Alexandrion Cluj | Sala Sporturilor, Galați Arbitri: Ghiorghișor, State |
| 22 octombrie 2016 16:00 | Livrinikj 7         | (14-11) | Chintoan, Puiu 3     | Sala Sporturilor, Galați Arbitri: Ghiorghișor, State |
| 22 octombrie 2016 16:00 | 3× 2×               | Cronica | 4× 3×                | Sala Sporturilor, Galați Arbitri: Ghiorghișor, State |

| 23 octombrie 2016 11:00 | CSM Unirea Slobozia | 18 - 21 | CS Măgura Cisnădie  | Sala Sporturilor „Andreea Nica”, Slobozia Arbitri: Florescu, Stoia |
| 23 octombrie 2016 11:00 | Enescu 10           | (8-12)  | Cioaric, Moldovan 5 | Sala Sporturilor „Andreea Nica”, Slobozia Arbitri: Florescu, Stoia |
| 23 octombrie 2016 11:00 | 1× 3×               | Cronica | 5× 3×               | Sala Sporturilor „Andreea Nica”, Slobozia Arbitri: Florescu, Stoia |

| 23 octombrie 2016 TVR116:00 | HC Zalău | 25 - 19 | SCM Craiova | Sala Sporturilor, Zalău Arbitri: Stark, Ștefan |
| 23 octombrie 2016 TVR116:00 | Bloj 5   | (14-8)  | Landre 7    | Sala Sporturilor, Zalău Arbitri: Stark, Ștefan |
| 23 octombrie 2016 TVR116:00 | 4× 3×    | Cronica | 4× 3×       | Sala Sporturilor, Zalău Arbitri: Stark, Ștefan |

| 26 octombrie 2016 18:00 | CSM Bistrița | 35 - 29 | Corona Brașov | Sala Polivalentă, Bistrița Arbitri: Mârza, Nedelea |
| 26 octombrie 2016 18:00 | Chirilă 18   | (16-16) | Chiper 12     | Sala Polivalentă, Bistrița Arbitri: Mârza, Nedelea |
| 26 octombrie 2016 18:00 | 2× 1×        | Cronica | 4× 2×         | Sala Polivalentă, Bistrița Arbitri: Mârza, Nedelea |

| 30 octombrie 2016 11:00 | CSM Ploiești | 22 - 42 | HCM Râmnicu Vâlcea | Sala Sporturilor Olimpia, Ploiești Arbitri: Basso, Tofan |
| 30 octombrie 2016 11:00 | Ganea 5      | (8-17)  | Safta 11           | Sala Sporturilor Olimpia, Ploiești Arbitri: Basso, Tofan |
| 30 octombrie 2016 11:00 | 4×           | Cronica | 2×                 | Sala Sporturilor Olimpia, Ploiești Arbitri: Basso, Tofan |

### Etapa a VIII-a
| 25 octombrie 2016 Digi2, Dolce318:30 | HCM Râmnicu Vâlcea | 21 - 32 | CSM București | Sala Rapid, București Arbitri: Agliceriu, Turdean |
| 25 octombrie 2016 Digi2, Dolce318:30 | Simion 8           | (8-18)  | Mehmedović 6  | Sala Rapid, București Arbitri: Agliceriu, Turdean |
| 25 octombrie 2016 Digi2, Dolce318:30 | 2× 3×              | Cronica | 4× 3×         | Sala Rapid, București Arbitri: Agliceriu, Turdean |

| 27 octombrie 2016 Digi2, Dolce217:00 | SCM Craiova | 30 - 21 | CSM Roman | Sala Polivalentă, Craiova Arbitri: Băducu, Voicu |
| 27 octombrie 2016 Digi2, Dolce217:00 | Zamfir 9    | (18-7)  | Popescu 5 | Sala Polivalentă, Craiova Arbitri: Băducu, Voicu |
| 27 octombrie 2016 Digi2, Dolce217:00 | 6× 3×       | Cronica | 4× 3×     | Sala Polivalentă, Craiova Arbitri: Băducu, Voicu |

| 27 octombrie 2016 18:00 | CSM Cetate Deva | 19 - 27 | CSU Danubius Galați | Sala Sporturilor, Deva Arbitri: Pârvu, Potîrniche |
| 27 octombrie 2016 18:00 | Mărginean 6     | (7-11)  | Chiricuță 6         | Sala Sporturilor, Deva Arbitri: Pârvu, Potîrniche |
| 27 octombrie 2016 18:00 | 4× 2×           | Cronica | 2× 2×               | Sala Sporturilor, Deva Arbitri: Pârvu, Potîrniche |

| 27 octombrie 2016 18:00 | CS Măgura Cisnădie | 46 - 15 | CSM Ploiești | Sala Polivalentă „Măgura”, Cisnădie Arbitri: Gurbina, Stanciu |
| 27 octombrie 2016 18:00 | Moldovan 8         | (23-7)  | Vacariu 6    | Sala Polivalentă „Măgura”, Cisnădie Arbitri: Gurbina, Stanciu |
| 27 octombrie 2016 18:00 | 1× 3×              | Cronica | 1× 1×        | Sala Polivalentă „Măgura”, Cisnădie Arbitri: Gurbina, Stanciu |

| 29 octombrie 2016 TVR116:00 | „U” Alexandrion Cluj | 22 - 25 | HC Zalău  | Sala Polivalentă, Cluj Arbitri: Drăgănescu, Eremia |
| 29 octombrie 2016 TVR116:00 | Laslo 6              | (10-16) | Dragut 10 | Sala Polivalentă, Cluj Arbitri: Drăgănescu, Eremia |
| 29 octombrie 2016 TVR116:00 | 2× 4×                | Cronica | 4× 1×     | Sala Polivalentă, Cluj Arbitri: Drăgănescu, Eremia |

| 30 octombrie 2016 12:30 | CSM Bistrița | 30 - 26 | CSM Unirea Slobozia | Sala Polivalentă, Bistrița Arbitri: Năstase, Stancu |
| 30 octombrie 2016 12:30 | Crap 8       | (13-12) | Enescu 8            | Sala Polivalentă, Bistrița Arbitri: Năstase, Stancu |
| 30 octombrie 2016 12:30 | 1× 3×        | Cronica | 2× 1×               | Sala Polivalentă, Bistrița Arbitri: Năstase, Stancu |

| 30 octombrie 2016 TVR116:00 | Corona Brașov | 26 - 27 | HC Dunărea Brăila   | Sala Sporturilor „Dumitru Popescu Colibași”, Brașov Arbitri: Florescu, Stoia |
| 30 octombrie 2016 TVR116:00 | Chiper 12     | (16-13) | Tătar, Zamfirescu 6 | Sala Sporturilor „Dumitru Popescu Colibași”, Brașov Arbitri: Florescu, Stoia |
| 30 octombrie 2016 TVR116:00 | 6× 3× 1× 1×   | Cronica | 2× 2×               | Sala Sporturilor „Dumitru Popescu Colibași”, Brașov Arbitri: Florescu, Stoia |

### Etapa a IX-a
| 31 octombrie 2016 Digi3, Dolce220:00 | CSM București | 43 - 23 | CS Măgura Cisnădie | Sala Rapid, București Asistență: 200 Arbitri: Ifrim, Olisei |
| 31 octombrie 2016 Digi3, Dolce220:00 | Curea 7       | (18-11) | Horjea 9           | Sala Rapid, București Asistență: 200 Arbitri: Ifrim, Olisei |
| 31 octombrie 2016 Digi3, Dolce220:00 | 1× 3×         | Cronica | 2× 2×              | Sala Rapid, București Asistență: 200 Arbitri: Ifrim, Olisei |

| 4 noiembrie 2016 16:00 | CSM Roman | 27 - 25 | „U” Alexandrion Cluj | Sala Polivalentă, Roman Arbitri: Stark, Ștefan |
| 4 noiembrie 2016 16:00 | Stoleru 9 | (14-14) | Chintoan 6           | Sala Polivalentă, Roman Arbitri: Stark, Ștefan |
| 4 noiembrie 2016 16:00 | 3×        | Cronica | 4×                   | Sala Polivalentă, Roman Arbitri: Stark, Ștefan |

| 5 noiembrie 2016 TVR116:00 | CSU Danubius Galați | 21 - 23 | HCM Râmnicu Vâlcea | Sala Sporturilor, Galați Arbitri: Băducu, Voicu |
| 5 noiembrie 2016 TVR116:00 | Livrinikj 10        | (12-14) | Beleska 5          | Sala Sporturilor, Galați Arbitri: Băducu, Voicu |
| 5 noiembrie 2016 TVR116:00 | 5× 3× 1×            | Cronica | 5× 2×              | Sala Sporturilor, Galați Arbitri: Băducu, Voicu |

| 6 noiembrie 2016 | CSM Ploiești | 3) | CSM Bistrița | Sala Sporturilor Olimpia, Ploiești Arbitri: Cazan, Suliman |
| 6 noiembrie 2016 | Cronica      |    |              | Sala Sporturilor Olimpia, Ploiești Arbitri: Cazan, Suliman |
| 6 noiembrie 2016 |              |    |              | Sala Sporturilor Olimpia, Ploiești Arbitri: Cazan, Suliman |

| 6 noiembrie 2016 11:00 | HC Zalău | 32 - 25 | CSM Cetate Deva | Sala Sporturilor, Zalău Arbitri: Murariu, Tăbăcaru |
| 6 noiembrie 2016 11:00 | Bloj 7   | (18-11) | Abed Kader 8    | Sala Sporturilor, Zalău Arbitri: Murariu, Tăbăcaru |
| 6 noiembrie 2016 11:00 | 3× 1×    | Cronica | 8× 2×           | Sala Sporturilor, Zalău Arbitri: Murariu, Tăbăcaru |

| 6 noiembrie 2016 TVR116:00 | HC Dunărea Brăila              | 24 - 24 | SCM Craiova | Sala Polivalentă „Danubius”, Brăila Arbitri: Năstase, Stancu |
| 6 noiembrie 2016 TVR116:00 | Krnić, Orșivschi, Zamfirescu 5 | (13-15) | Zamfir 8    | Sala Polivalentă „Danubius”, Brăila Arbitri: Năstase, Stancu |
| 6 noiembrie 2016 TVR116:00 | 1× 3×                          | Cronica | 5× 3×       | Sala Polivalentă „Danubius”, Brăila Arbitri: Năstase, Stancu |

| 7 noiembrie 2016 Digi2, Dolce219:00 | CSM Unirea Slobozia | 23 - 24 | Corona Brașov | Sala Sporturilor „Andreea Nica”, Slobozia Arbitri: Barbu, Manafu |
| 7 noiembrie 2016 Digi2, Dolce219:00 | Enescu 7            | (12-14) | Neagu 7       | Sala Sporturilor „Andreea Nica”, Slobozia Arbitri: Barbu, Manafu |
| 7 noiembrie 2016 Digi2, Dolce219:00 | 6× 3×               | Cronica | 4× 3×         | Sala Sporturilor „Andreea Nica”, Slobozia Arbitri: Barbu, Manafu |

3) Pe 3 noiembrie 2016, CSM Ploiești a transmis către FRH o notificare în care se precizează „faptul că datorită dificultăților financiare cu care se confruntă clubul”, acesta „nu poate organiza meciul contând pentru etapa a IX-a a Ligii Naționale Feminine programat în data de 06.11.2016”. Conform Regulamentului de Organizare și Desfășurare a Competițiilor Naționale de Handbal 2016-2017, echipa CSM Ploiești a fost exclusă din Liga Națională 2016-17, iar competiția a continuat să se desfășoare cu doar 13 echipe.
| Poz. | Echipa                | J | V | E | Î | GM  | GP  | DG    | P   |
| ---- | --------------------- | - | - | - | - | --- | --- | ----- | --- |
| 1    | HC Dunărea Brăila     | 8 | 8 | 0 | 0 | 232 | 186 | + 46  | 24  |
| 2    | CSM București         | 8 | 7 | 0 | 1 | 227 | 155 | + 72  | 21  |
| 3    | CS Măgura Cisnădie    | 8 | 5 | 1 | 2 | 222 | 190 | + 32  | 16  |
| 4    | SCM Craiova           | 8 | 5 | 0 | 3 | 239 | 197 | + 42  | 15  |
| 5    | CSM Bistrița          | 8 | 5 | 0 | 3 | 229 | 216 | + 13  | 15  |
| 6    | HCM Râmnicu Vâlcea    | 8 | 4 | 1 | 3 | 215 | 196 | + 19  | 13  |
| 7    | Corona Brașov         | 8 | 4 | 1 | 3 | 210 | 197 | + 13  | 13  |
| 8    | HC Zalău              | 8 | 4 | 1 | 3 | 187 | 191 | – 4   | 13  |
| 9    | „U” Alexandrion Cluj  | 8 | 3 | 1 | 4 | 211 | 198 | + 13  | 10  |
| 10   | CSM Roman             | 8 | 2 | 3 | 3 | 173 | 164 | + 9   | 9   |
| 11   | CSM Unirea Slobozia   | 8 | 1 | 2 | 4 | 204 | 228 | – 24  | 5   |
| 12   | CSU Danubius Galați1) | 8 | 2 | 0 | 6 | 155 | 184 | – 29  | 5   |
| 13   | CSM Cetate Deva       | 8 | 1 | 0 | 7 | 189 | 240 | – 51  | 3   |
| 14   | CSM Ploiești2)        | 8 | 0 | 0 | 8 | 138 | 289 | – 151 | – 3 |

| Poz. | Nume                       | Echipă                 | Goluri |
| ---- | -------------------------- | ---------------------- | ------ |
| 1    | Oana Chirilă (ROU)         | CSM Bistrița           | 65     |
| 1    | Ada Moldovan (ROU)         | CS Măgura Cisnădie     | 65     |
| 3    | Andreea Enescu (ROU)       | CSM Unirea Slobozia    | 61     |
| 4    | Cristina Zamfir (ROU)      | SCM Craiova            | 58     |
| 5    | Dana Abed Kader (ROU)      | CSM Cetate Deva        | 53     |
| 6    | Laura Chiper (ROU)         | ASC Corona 2010 Brașov | 51     |
| 7    | Irina Glibko (UKR)         | CSM Roman              | 45     |
| 7    | Ana Maria Simion (ROU)     | HCM Râmnicu Vâlcea     | 45     |
| 9    | Mihaela Senocico-Ani (ROU) | HCM Râmnicu Vâlcea     | 44     |
| 10   | Daniela Crap (ROU)         | CSM Bistrița           | 42     |
| 10   | Alla Șeiko (UKR)           | „U” Alexandrion Cluj   | 42     |
| 12   | Timea Tătar (ROU)          | HC Dunărea Brăila      | 41     |
| 13   | Bianca Tiron (ROU)         | HC Dunărea Brăila      | 40     |
| 14   | Laurisa Landre (FRA)       | SCM Craiova            | 38     |
| 15   | Cristina Strahan (ROU)     | CSM Cetate Deva        | 37     |
| 16   | Florina Chintoan (ROU)     | „U” Alexandrion Cluj   | 36     |
| 17   | Teodora Bloj (ROU)         | HC Zalău               | 34     |
| 17   | Sonia Seraficeanu (ROU)    | CSM Cetate Deva        | 34     |
| 19   | Carmen Martín (ESP)        | CSM București          | 33     |
| 19   | Laura Oltean (ROU)         | CSM Bistrița           | 33     |

### Etapa a X-a
| 9 noiembrie 2016 TVR116:00 | „U” Alexandrion Cluj | 30 - 18 | HC Dunărea Brăila | Sala Sporturilor Horia Demian, Cluj Arbitri: Fânață, Hendrea |
| 9 noiembrie 2016 TVR116:00 | Chintoan 9           | (14-9)  | Udriștioiu 4      | Sala Sporturilor Horia Demian, Cluj Arbitri: Fânață, Hendrea |
| 9 noiembrie 2016 TVR116:00 | 8× 3×                | Cronica | 4× 3×             | Sala Sporturilor Horia Demian, Cluj Arbitri: Fânață, Hendrea |

| 12 noiembrie 2016 TVR116:00 | CS Măgura Cisnădie | 19 - 20 | CSU Danubius Galați | Sala Polivalentă „Măgura”, Cisnădie Arbitri: Iliescu, Manea |
| 12 noiembrie 2016 TVR116:00 | Moldovan 7         | (7-14)  | Artean, Balaban 4   | Sala Polivalentă „Măgura”, Cisnădie Arbitri: Iliescu, Manea |
| 12 noiembrie 2016 TVR116:00 | 1× 3×              | Cronica | 2× 3× 1× 1×         | Sala Polivalentă „Măgura”, Cisnădie Arbitri: Iliescu, Manea |

| 13 noiembrie 2016 Digi3, Dolce214:30 | CSM Bistrița | 25 - 35 | CSM București | Sala Polivalentă, Bistrița Asistență: 1.000 Arbitri: Nacu, Rucoi |
| 13 noiembrie 2016 Digi3, Dolce214:30 | Pristăviță 8 | (15-16) | Gulldén 9     | Sala Polivalentă, Bistrița Asistență: 1.000 Arbitri: Nacu, Rucoi |
| 13 noiembrie 2016 Digi3, Dolce214:30 | 3× 3×        | Cronica | 5× 4×         | Sala Polivalentă, Bistrița Asistență: 1.000 Arbitri: Nacu, Rucoi |

| 13 noiembrie 2016 TVR116:00 | HCM Râmnicu Vâlcea | 25 - 29 | HC Zalău         | Sala Sporturilor Traian, Râmnicu Vâlcea Arbitri: Harabagiu, Stănescu |
| 13 noiembrie 2016 TVR116:00 | Simion 6           | (12-16) | Dragut, Panici 8 | Sala Sporturilor Traian, Râmnicu Vâlcea Arbitri: Harabagiu, Stănescu |
| 13 noiembrie 2016 TVR116:00 | 5× 1× 1×           | Cronica | 5× 3×            | Sala Sporturilor Traian, Râmnicu Vâlcea Arbitri: Harabagiu, Stănescu |

| 13 noiembrie 2016 18:00 | CSM Cetate Deva | 18 - 35 | CSM Roman | Sala Sporturilor, Deva Arbitri: Florescu, Stoia |
| 13 noiembrie 2016 18:00 | Mărginean 6     | (9-19)  | Popescu 8 | Sala Sporturilor, Deva Arbitri: Florescu, Stoia |
| 13 noiembrie 2016 18:00 | 1×              | Cronica | 3× 3×     | Sala Sporturilor, Deva Arbitri: Florescu, Stoia |

| 14 noiembrie 2016 Digi2, Dolce119:00 | Corona Brașov | 21 - 28 | SCM Craiova | Sala Sporturilor „Dumitru Popescu Colibași”, Brașov Arbitri: Georgescu, Moldoveanu |
| 14 noiembrie 2016 Digi2, Dolce119:00 | Neagu 11      | (11-15) | Zamfir 10   | Sala Sporturilor „Dumitru Popescu Colibași”, Brașov Arbitri: Georgescu, Moldoveanu |
| 14 noiembrie 2016 Digi2, Dolce119:00 | 2× 4×         | Cronica | 4× 3×       | Sala Sporturilor „Dumitru Popescu Colibași”, Brașov Arbitri: Georgescu, Moldoveanu |

CSM Unirea Slobozia a stat.

### Etapa a XI-a
| 16 noiembrie 2016 Digi2, Dolce218:30 | HC Dunărea Brăila | 27 - 25 | CSM Cetate Deva       | Sala Polivalentă „Danubius”, Brăila Arbitri: Arsene, Bontea |
| 16 noiembrie 2016 Digi2, Dolce218:30 | Tătar 8           | (13-12) | Abed Kader, Șelever 6 | Sala Polivalentă „Danubius”, Brăila Arbitri: Arsene, Bontea |
| 16 noiembrie 2016 Digi2, Dolce218:30 | 3×                | Cronica | 4×                    | Sala Polivalentă „Danubius”, Brăila Arbitri: Arsene, Bontea |

| 17 noiembrie 2016 TVR HD16:00 | SCM Craiova | 21 - 21 | „U” Alexandrion Cluj | Sala Polivalentă, Craiova Arbitri: Doană, Gociu |
| 17 noiembrie 2016 TVR HD16:00 | Zamfir 7    | (11-12) | Chintoan 7           | Sala Polivalentă, Craiova Arbitri: Doană, Gociu |
| 17 noiembrie 2016 TVR HD16:00 | 4× 2×       | Cronica | 1× 3×                | Sala Polivalentă, Craiova Arbitri: Doană, Gociu |

| 17 noiembrie 2016 17:00 | CSU Danubius Galați | 26 - 24 | CSM Bistrița | Sala Sporturilor, Galați Arbitri: Florescu, Stoia |
| 17 noiembrie 2016 17:00 | Livrinikj 7         | (11-13) | Chirilă 14   | Sala Sporturilor, Galați Arbitri: Florescu, Stoia |
| 17 noiembrie 2016 17:00 | 2× 3×               | Cronica | 5× 1×        | Sala Sporturilor, Galați Arbitri: Florescu, Stoia |

| 17 noiembrie 2016 17:00 | HC Zalău | 24 - 19 | CS Măgura Cisnădie | Sala Sporturilor, Zalău Arbitri: Ghiorghișor, State |
| 17 noiembrie 2016 17:00 | Bloj 7   | (14-8)  | Tudor 6            | Sala Sporturilor, Zalău Arbitri: Ghiorghișor, State |
| 17 noiembrie 2016 17:00 | 3× 3×    | Cronica | 7× 1×              | Sala Sporturilor, Zalău Arbitri: Ghiorghișor, State |

| 17 noiembrie 2016 17:00 | CSM Roman | 30 - 22 | HCM Râmnicu Vâlcea | Sala Polivalentă, Roman Arbitri: Mârza, Nedelea |
| 17 noiembrie 2016 17:00 | Glibko 8  | (18-8)  | Adespii 6          | Sala Polivalentă, Roman Arbitri: Mârza, Nedelea |
| 17 noiembrie 2016 17:00 | 3× 3×     | Cronica | 1× 2×              | Sala Polivalentă, Roman Arbitri: Mârza, Nedelea |

| 5 ianuarie 2017 Digi1, Dolce218:00 | CSM București | 32 - 25 | CSM Unirea Slobozia       | Sala Rapid, București Arbitri: Lungu, Paraschiv |
| 5 ianuarie 2017 Digi1, Dolce218:00 | Brădeanu 8    | (17-13) | Enescu, Ivan, Pătuleanu 5 | Sala Rapid, București Arbitri: Lungu, Paraschiv |
| 5 ianuarie 2017 Digi1, Dolce218:00 | 3× 1×         | Cronica | 6× 4×                     | Sala Rapid, București Arbitri: Lungu, Paraschiv |

Corona Brașov a stat.

### Etapa a XII-a
| 6 ianuarie 2017 Digi1, Dolce220:00 | Corona Brașov | 28 - 32 | „U” Alexandrion Cluj | Sala Sporturilor „Dumitru Popescu Colibași”, Brașov Asistență: 800 Arbitri: Belean, Călina |
| 6 ianuarie 2017 Digi1, Dolce220:00 | Chiper 7      | (11-18) | Chintoan 8           | Sala Sporturilor „Dumitru Popescu Colibași”, Brașov Asistență: 800 Arbitri: Belean, Călina |
| 6 ianuarie 2017 Digi1, Dolce220:00 | 2× 2×         | Cronica | 3× 4×                | Sala Sporturilor „Dumitru Popescu Colibași”, Brașov Asistență: 800 Arbitri: Belean, Călina |

| 8 ianuarie 2017 12:30 | CSM Bistrița | 27 - 28 | HC Zalău | Sala Polivalentă, Bistrița Arbitri: Harabagiu, Stănescu |
| 8 ianuarie 2017 12:30 | Chirilă 6    | (11-13) | Bloj 8   | Sala Polivalentă, Bistrița Arbitri: Harabagiu, Stănescu |
| 8 ianuarie 2017 12:30 | 2× 3×        | Cronica | 2× 2×    | Sala Polivalentă, Bistrița Arbitri: Harabagiu, Stănescu |

| 8 ianuarie 2017 | CSM Cetate Deva | 0 - 104) | SCM Craiova | Sala Sporturilor, Deva Arbitri: Năstase, Stancu |
| 8 ianuarie 2017 | Cronica         |          |             | Sala Sporturilor, Deva Arbitri: Năstase, Stancu |
| 8 ianuarie 2017 |                 |          |             | Sala Sporturilor, Deva Arbitri: Năstase, Stancu |

| 10 ianuarie 2017 Digi2, Dolce217:00 | HCM Râmnicu Vâlcea | 25 - 19 | HC Dunărea Brăila | Sala Sporturilor Traian, Râmnicu Vâlcea Arbitri: Florescu, Stoia |
| 10 ianuarie 2017 Digi2, Dolce217:00 | Adespii 6          | (12-5)  | Buceschi 4        | Sala Sporturilor Traian, Râmnicu Vâlcea Arbitri: Florescu, Stoia |
| 10 ianuarie 2017 Digi2, Dolce217:00 | 1× 2×              | Cronica | 2× 3×             | Sala Sporturilor Traian, Râmnicu Vâlcea Arbitri: Florescu, Stoia |

| 10 ianuarie 2017 17:00 | CSM Unirea Slobozia | 25 - 21 | CSU Danubius Galați | Sala Sporturilor „Andreea Nica”, Slobozia Arbitri: Băducu, Voicu |
| 10 ianuarie 2017 17:00 | Enescu 8            | (12-12) | Krnić 8             | Sala Sporturilor „Andreea Nica”, Slobozia Arbitri: Băducu, Voicu |
| 10 ianuarie 2017 17:00 | 6× 2×               | Cronica | 6× 3×               | Sala Sporturilor „Andreea Nica”, Slobozia Arbitri: Băducu, Voicu |

| 11 ianuarie 2017 15:00 | CS Măgura Cisnădie | 23 - 24 | CSM Roman         | Sala Polivalentă „Măgura”, Cisnădie Arbitri: Stark, Ștefan |
| 11 ianuarie 2017 15:00 | Moldovan 7         | (8-16)  | Glibko, Popescu 5 | Sala Polivalentă „Măgura”, Cisnădie Arbitri: Stark, Ștefan |
| 11 ianuarie 2017 15:00 | 3×                 | Cronica | 4×                | Sala Polivalentă „Măgura”, Cisnădie Arbitri: Stark, Ștefan |

CSM București a stat.
4) CSM Cetate Deva nu a putut găzdui meciul contra SCM Craiova după ce și-a pierdut majoritatea handbalistelor din cauza problemelor financiare ale clubului. FRH a decis că CSM Cetate va pierde meciul la „masa verde” cu 0-10 și i se vor scădea suplimentar trei puncte din clasament.

### Etapa a XIII-a
| 10 ianuarie 2017 Digi2, Dolce219:00 | CSM București | 34 - 25 | Corona Brașov | Sala Rapid, București Arbitri: Pintea, Sas |
| 10 ianuarie 2017 Digi2, Dolce219:00 | Lobaci 6      | (19-14) | Chiper 9      | Sala Rapid, București Arbitri: Pintea, Sas |
| 10 ianuarie 2017 Digi2, Dolce219:00 | 5× 3×         | Cronica | 4× 3×         | Sala Rapid, București Arbitri: Pintea, Sas |

| 14 ianuarie 2017 Digi1, Dolce112:00 | HC Dunărea Brăila      | 29 - 21 | CS Măgura Cisnădie | Sala Polivalentă „Danubius”, Brăila Arbitri: Șerbu, Vasilescu |
| 14 ianuarie 2017 Digi1, Dolce112:00 | Buceschi, Udriștioiu 6 | (15-9)  | Moldovan 6         | Sala Polivalentă „Danubius”, Brăila Arbitri: Șerbu, Vasilescu |
| 14 ianuarie 2017 Digi1, Dolce112:00 | 1×                     | Cronica | 3×                 | Sala Polivalentă „Danubius”, Brăila Arbitri: Șerbu, Vasilescu |

| 14 ianuarie 2017 | CSM Cetate Deva | 5) | „U” Alexandrion Cluj | Sala Sporturilor, Deva |
| 14 ianuarie 2017 | Cronica         |    |                      | Sala Sporturilor, Deva |
| 14 ianuarie 2017 |                 |    |                      | Sala Sporturilor, Deva |

| 15 ianuarie 2017 11:00 | CSM Roman | 35 - 27 | CSM Bistrița | Sala Polivalentă, Roman Arbitri: Moldoveanu, Georgescu |
| 15 ianuarie 2017 11:00 | Glibko 11 | (16-12) | Chirilă 7    | Sala Polivalentă, Roman Arbitri: Moldoveanu, Georgescu |
| 15 ianuarie 2017 11:00 | 4× 3×     | Cronica | 3× 2×        | Sala Polivalentă, Roman Arbitri: Moldoveanu, Georgescu |

| 15 ianuarie 2017 11:30 | HC Zalău      | 27 - 23 | CSM Unirea Slobozia    | Sala Sporturilor, Zalău Arbitri: Badiu, Barbu |
| 15 ianuarie 2017 11:30 | Dragut, Rob 6 | (14-10) | Georgescu, Iovănescu 6 | Sala Sporturilor, Zalău Arbitri: Badiu, Barbu |
| 15 ianuarie 2017 11:30 | 8×            | Cronica | 6× 1×                  | Sala Sporturilor, Zalău Arbitri: Badiu, Barbu |

| 15 ianuarie 2017 TVR116:00 | SCM Craiova | 24 - 26 | HCM Râmnicu Vâlcea | Sala Polivalentă, Craiova Asistență: 2.000 Arbitri: Iliescu, Manea |
| 15 ianuarie 2017 TVR116:00 | Zamfir 14   | (8-11)  | Adespii 9          | Sala Polivalentă, Craiova Asistență: 2.000 Arbitri: Iliescu, Manea |
| 15 ianuarie 2017 TVR116:00 | 3× 3×       | Cronica | 8× 3×              | Sala Polivalentă, Craiova Asistență: 2.000 Arbitri: Iliescu, Manea |

CSU Danubius Galați a stat.
5) Pe 13 ianuarie 2017, Marian Muntean, principalul finanțator al CSM Cetate Deva, a notificat în scris FRH că nu poate asigura deplasarea CSM Cetate Deva la Cluj, pentru meciul contra „U” Alexandrion, și că retrage echipa din Liga Națională. Conform Regulamentului de Organizare și Desfășurare a Competițiilor Naționale de Handbal 2016-2017, echipa CSM Cetate Deva a fost exclusă din Liga Națională 2016-17, iar competiția a continuat să se desfășoare cu doar 12 echipe.
| Poz. | Echipa                | J  | V  | E | Î  | GM  | GP  | DG    | P   |
| ---- | --------------------- | -- | -- | - | -- | --- | --- | ----- | --- |
| 1    | CSM București         | 11 | 10 | 0 | 1  | 337 | 228 | + 109 | 30  |
| 2    | HC Dunărea Brăila     | 11 | 8  | 1 | 2  | 282 | 270 | + 12  | 25  |
| 3    | HC Zalău              | 11 | 7  | 1 | 3  | 274 | 262 | + 12  | 22  |
| 4    | SCM Craiova           | 11 | 6  | 2 | 3  | 270 | 246 | + 24  | 20  |
| 5    | CSM Roman             | 11 | 5  | 3 | 3  | 279 | 252 | + 27  | 18  |
| 6    | Corona Brașov         | 11 | 5  | 1 | 5  | 283 | 280 | + 3   | 16  |
| 7    | HCM Râmnicu Vâlcea    | 11 | 5  | 1 | 5  | 268 | 273 | – 5   | 16  |
| 8    | CSM Bistrița          | 11 | 5  | 0 | 6  | 305 | 305 | 0     | 15  |
| 9    | „U” Alexandrion Cluj  | 11 | 4  | 2 | 5  | 285 | 273 | + 12  | 14  |
| 10   | CS Măgura Cisnădie    | 11 | 4  | 1 | 6  | 260 | 286 | – 26  | 13  |
| 11   | CSU Danubius Galați1) | 12 | 4  | 0 | 8  | 243 | 275 | – 32  | 11  |
| 12   | CSM Unirea Slobozia   | 11 | 2  | 2 | 7  | 277 | 305 | – 28  | 8   |
| 13   | CSM Cetate Deva2)     | 11 | 0  | 0 | 11 | 216 | 324 | – 108 | – 3 |

| Poz. | Nume                       | Echipă                 | Goluri |
| ---- | -------------------------- | ---------------------- | ------ |
| 1    | Oana Chirilă (ROU)         | CSM Bistrița           | 92     |
| 2    | Andreea Enescu (ROU)       | CSM Unirea Slobozia    | 81     |
| 3    | Ada Moldovan (ROU)         | CS Măgura Cisnădie     | 79     |
| 4    | Cristina Zamfir (ROU)      | SCM Craiova            | 76     |
| 5    | Florina Chintoan (ROU)     | „U” Alexandrion Cluj   | 66     |
| 6    | Irina Glibko (UKR)         | CSM Roman              | 65     |
| 7    | Dana Abed Kader (ROU)      | CSM Cetate Deva        | 63     |
| 8    | Teodora Bloj (ROU)         | HC Zalău               | 58     |
| 8    | Laura Chiper (ROU)         | ASC Corona 2010 Brașov | 58     |
| 10   | Mihaela Senocico-Ani (ROU) | HCM Râmnicu Vâlcea     | 55     |
| 11   | Daniela Crap (ROU)         | CSM Bistrița           | 52     |
| 12   | Ana Maria Simion (ROU)     | HCM Râmnicu Vâlcea     | 51     |
| 13   | Marilena Neagu (ROU)       | ASC Corona 2010 Brașov | 49     |
| 14   | Laura Pristăviță (ROU)     | CSM Bistrița           | 48     |
| 15   | Ana Maria Dragut (ROU)     | HC Zalău               | 46     |
| 15   | Bianca Tiron (ROU)         | HC Dunărea Brăila      | 46     |
| 17   | Timea Tătar (ROU)          | HC Dunărea Brăila      | 45     |
| 18   | Isabelle Gulldén (SWE)     | CSM București          | 44     |
| 18   | Laurisa Landre (FRA)       | SCM Craiova            | 44     |
| 20   | Carmen Martín (ESP)        | CSM București          | 42     |

## Rezultate în retur
Date oficiale publicate de Federația Română de Handbal

### Etapa a XIV-a
| 15 ianuarie 2017 Digi1, Dolce215:00 | CSU Danubius Galați | 19 - 28 | CSM București | Sala Sporturilor, Galați Arbitri: Drăghici, Drăguț |
| 15 ianuarie 2017 Digi1, Dolce215:00 | Krnić 7             | (9-14)  | Curea 6       | Sala Sporturilor, Galați Arbitri: Drăghici, Drăguț |
| 15 ianuarie 2017 Digi1, Dolce215:00 | 3×                  | Cronica | 2×            | Sala Sporturilor, Galați Arbitri: Drăghici, Drăguț |

| 18 ianuarie 2017 TVR216:00 | „U” Alexandrion Cluj | 23 - 26 | HCM Râmnicu Vâlcea          | Sala Sporturilor Horia Demian, Cluj Arbitri: Băban, Marta |
| 18 ianuarie 2017 TVR216:00 | Laslo 11             | (12-13) | Senocico, Simion, Vizitiu 5 | Sala Sporturilor Horia Demian, Cluj Arbitri: Băban, Marta |
| 18 ianuarie 2017 TVR216:00 | 6× 2×                | Cronica | 3× 3×                       | Sala Sporturilor Horia Demian, Cluj Arbitri: Băban, Marta |

| 19 ianuarie 2017 TVR HD16:00 | SCM Craiova | 28 - 21 | CS Măgura Cisnădie | Sala Polivalentă, Craiova Arbitri: Gurbina, Stanciu |
| 19 ianuarie 2017 TVR HD16:00 | Zamfir 9    | (13-10) | Tudor 7            | Sala Polivalentă, Craiova Arbitri: Gurbina, Stanciu |
| 19 ianuarie 2017 TVR HD16:00 | 3× 3×       | Cronica | 5× 3×              | Sala Polivalentă, Craiova Arbitri: Gurbina, Stanciu |

| 19 ianuarie 2017 Digi2, Dolce217:00 | HC Dunărea Brăila | 32 - 25 | CSM Bistrița | Sala Polivalentă „Danubius”, Brăila Arbitri: Barbu, Manafu |
| 19 ianuarie 2017 Digi2, Dolce217:00 | Buceschi 8        | (14-10) | Szabó 6      | Sala Polivalentă „Danubius”, Brăila Arbitri: Barbu, Manafu |
| 19 ianuarie 2017 Digi2, Dolce217:00 | 4× 3×             | Cronica | 2× 3×        | Sala Polivalentă „Danubius”, Brăila Arbitri: Barbu, Manafu |

| 19 ianuarie 2017 Roman2417:00 | CSM Roman | 24 - 18 | CSM Unirea Slobozia | Sala Polivalentă, Roman Arbitri: Mîrza, Nedelea |
| 19 ianuarie 2017 Roman2417:00 | Glibko 8  | (9-6)   | Horobeț 8           | Sala Polivalentă, Roman Arbitri: Mîrza, Nedelea |
| 19 ianuarie 2017 Roman2417:00 | 4×        | Cronica | 3×                  | Sala Polivalentă, Roman Arbitri: Mîrza, Nedelea |

HC Zalău și Corona Brașov au stat.

### Etapa a XV-a
| 21 ianuarie 2017 Digi1, Dolce112:30 | CSM București | 30 - 18 | HC Zalău    | Sala Rapid, București Arbitri: Năstase, Stancu |
| 21 ianuarie 2017 Digi1, Dolce112:30 | Gulldén 5     | (13-9)  | Bloj, Rob 4 | Sala Rapid, București Arbitri: Năstase, Stancu |
| 21 ianuarie 2017 Digi1, Dolce112:30 | 3× 2×         | Cronica | 4× 3×       | Sala Rapid, București Arbitri: Năstase, Stancu |

| 25 ianuarie 2017 TVR216:00 | CS Măgura Cisnădie | 23 - 23 | „U” Alexandrion Cluj | Sala Polivalentă „Măgura”, Cisnădie Arbitri: Belean, Călina |
| 25 ianuarie 2017 TVR216:00 | Moldovan 8         | (13-11) | Puiu 7               | Sala Polivalentă „Măgura”, Cisnădie Arbitri: Belean, Călina |
| 25 ianuarie 2017 TVR216:00 | 4× 3×              | Cronica | 4× 3×                | Sala Polivalentă „Măgura”, Cisnădie Arbitri: Belean, Călina |

| 26 ianuarie 2017 TVR HD16:00 | CSU Danubius Galați | 25 - 30 | Corona Brașov | Sala Sporturilor, Galați Arbitri: Ghiorghișor, State |
| 26 ianuarie 2017 TVR HD16:00 | Cozma 8             | (12-15) | Chiper 10     | Sala Sporturilor, Galați Arbitri: Ghiorghișor, State |
| 26 ianuarie 2017 TVR HD16:00 | 1×                  | Cronica | 5× 3×         | Sala Sporturilor, Galați Arbitri: Ghiorghișor, State |

| 26 ianuarie 2017 17:30 | CSM Bistrița | 21 - 28 | SCM Craiova | Sala Polivalentă, Bistrița Arbitri: Băducu, Voicu |
| 26 ianuarie 2017 17:30 | Szabó 5      | (10-17) | Zamfir 8    | Sala Polivalentă, Bistrița Arbitri: Băducu, Voicu |
| 26 ianuarie 2017 17:30 | 2× 3×        | Cronica | 4× 3×       | Sala Polivalentă, Bistrița Arbitri: Băducu, Voicu |

| 26 ianuarie 2017 Digi2, Dolce218:30 | CSM Unirea Slobozia | 24 - 28 | HC Dunărea Brăila | Sala Sporturilor „Andreea Nica”, Slobozia Arbitri: Doană, Gociu |
| 26 ianuarie 2017 Digi2, Dolce218:30 | Horobeț 8           | (12-15) | Udriștioiu 7      | Sala Sporturilor „Andreea Nica”, Slobozia Arbitri: Doană, Gociu |
| 26 ianuarie 2017 Digi2, Dolce218:30 | 1× 2×               | Cronica | 5× 2× 1×          | Sala Sporturilor „Andreea Nica”, Slobozia Arbitri: Doană, Gociu |

CSM Roman și HCM Râmnicu Vâlcea au stat.

### Etapa a XVI-a
| 30 ianuarie 2017 Digi2, Dolce217:00 | CSM Roman        | 24 - 27 | CSM București | Sala Polivalentă, Roman Arbitri: Fânață, Hendrea |
| 30 ianuarie 2017 Digi2, Dolce217:00 | Ayglon-Saurina 7 | (14-14) | Glibko 8      | Sala Polivalentă, Roman Arbitri: Fânață, Hendrea |
| 30 ianuarie 2017 Digi2, Dolce217:00 | 4×               | Cronica | 3×            | Sala Polivalentă, Roman Arbitri: Fânață, Hendrea |

| 4 februarie 2017 TVR211:00 | SCM Craiova | 33 - 28 | CSM Unirea Slobozia | Sala Polivalentă, Craiova Arbitri: Florescu, Stoia |
| 4 februarie 2017 TVR211:00 | Zamfir 9    | (18-11) | Enescu 11           | Sala Polivalentă, Craiova Arbitri: Florescu, Stoia |
| 4 februarie 2017 TVR211:00 | 5× 2×       | Cronica | 2× 2×               | Sala Polivalentă, Craiova Arbitri: Florescu, Stoia |

| 4 februarie 2017 Digi3, Dolce312:30 | „U” Alexandrion Cluj | 24 - 25 | CSM Bistrița | Sala Polivalentă, Cluj Arbitri: Iliescu, Manea |
| 4 februarie 2017 Digi3, Dolce312:30 | Laslo 8              | (16-14) | Chirilă 11   | Sala Polivalentă, Cluj Arbitri: Iliescu, Manea |
| 4 februarie 2017 Digi3, Dolce312:30 | 3× 4×                | Cronica | 4× 4×        | Sala Polivalentă, Cluj Arbitri: Iliescu, Manea |

| 5 februarie 2017 12:30 | HC Zalău | 35 - 17 | CSU Danubius Galați  | Sala Sporturilor, Zalău Arbitri: Pârvu, Potîrniche |
| 5 februarie 2017 12:30 | Dragut 8 | (21-8)  | Conache, Livrinikj 4 | Sala Sporturilor, Zalău Arbitri: Pârvu, Potîrniche |
| 5 februarie 2017 12:30 | 3× 2×    | Cronica | 3× 3× 1×             | Sala Sporturilor, Zalău Arbitri: Pârvu, Potîrniche |

| 5 februarie 2017 TVR116:00 | Corona Brașov | 25 - 21 | HCM Râmnicu Vâlcea | Sala Sporturilor „Dumitru Popescu Colibași”, Brașov Arbitri: Năstase, Stancu |
| 5 februarie 2017 TVR116:00 | Chiper 7      | (13-7)  | Senocico 5         | Sala Sporturilor „Dumitru Popescu Colibași”, Brașov Arbitri: Năstase, Stancu |
| 5 februarie 2017 TVR116:00 | 6× 2×         | Cronica | 2× 3×              | Sala Sporturilor „Dumitru Popescu Colibași”, Brașov Arbitri: Năstase, Stancu |

CS Măgura Cisnădie și HC Dunărea Brăila au stat.

### Etapa a XVII-a
| 8 februarie 2017 Digi2, Dolce117:30 | CSM București | 33 - 21 | HC Dunărea Brăila | Sala Rapid, București Arbitri: Florescu, Stoia |
| 8 februarie 2017 Digi2, Dolce117:30 | Gulldén 7     | (15-9)  | Udriștioiu 5      | Sala Rapid, București Arbitri: Florescu, Stoia |
| 8 februarie 2017 Digi2, Dolce117:30 | 3× 2×         | Cronica | 3× 3×             | Sala Rapid, București Arbitri: Florescu, Stoia |

| 13 februarie 2017 Digi3, Dolce319:00 | HC Zalău | 30 - 21 | Corona Brașov | Sala Sporturilor, Zalău Arbitri: Ghiorghișor, State |
| 13 februarie 2017 Digi3, Dolce319:00 | Bloj 11  | (17-9)  | Chiper 6      | Sala Sporturilor, Zalău Arbitri: Ghiorghișor, State |
| 13 februarie 2017 Digi3, Dolce319:00 | 3× 4×    | Cronica | 2× 2×         | Sala Sporturilor, Zalău Arbitri: Ghiorghișor, State |

| 14 februarie 2017 17:00 | CSM Unirea Slobozia | 22 - 18 | „U” Alexandrion Cluj | Sala Sporturilor „Andreea Nica”, Slobozia Arbitri: Harabagiu, Stănescu |
| 14 februarie 2017 17:00 | Enescu 10           | (13-11) | Chintoan 9           | Sala Sporturilor „Andreea Nica”, Slobozia Arbitri: Harabagiu, Stănescu |
| 14 februarie 2017 17:00 | 4× 2× 1×            | Cronica | 6× 2×                | Sala Sporturilor „Andreea Nica”, Slobozia Arbitri: Harabagiu, Stănescu |

| 14 februarie 2017 17:30 | CSU Danubius Galați | 27 - 26 | CSM Roman | Sala Sporturilor, Galați Arbitri: Florescu, Stoia |
| 14 februarie 2017 17:30 | Cozma 8             | (13-17) | Glibko 9  | Sala Sporturilor, Galați Arbitri: Florescu, Stoia |
| 14 februarie 2017 17:30 | 5× 2×               | Cronica | 3× 1×     | Sala Sporturilor, Galați Arbitri: Florescu, Stoia |

| 14 februarie 2017 18:00 | CS Măgura Cisnădie | 25 - 30 | HCM Râmnicu Vâlcea | Sala Polivalentă „Măgura”, Cisnădie Arbitri: Iliescu, Manea |
| 14 februarie 2017 18:00 | Moldovan 8         | (13-14) | Simion 9           | Sala Polivalentă „Măgura”, Cisnădie Arbitri: Iliescu, Manea |
| 14 februarie 2017 18:00 | 3× 2×              | Cronica | 4× 3×              | Sala Polivalentă „Măgura”, Cisnădie Arbitri: Iliescu, Manea |

CSM Bistrița și SCM Craiova au stat.

### Etapa a XVIII-a
| 16 februarie 2017 Digi4, Dolce318:30 | SCM Craiova | 25 - 30 | CSM București | Sala Polivalentă, Craiova Asistență: 4.000 Arbitri: Năstase, Stancu |
| 16 februarie 2017 Digi4, Dolce318:30 | Zamfir 9    | (12-15) | Martín 8      | Sala Polivalentă, Craiova Asistență: 4.000 Arbitri: Năstase, Stancu |
| 16 februarie 2017 Digi4, Dolce318:30 | 1× 3×       | Cronica | 2× 2×         | Sala Polivalentă, Craiova Asistență: 4.000 Arbitri: Năstase, Stancu |

| 18 februarie 2017 Digi2, Dolce312:30 | CSM Roman         | 21 - 21 | HC Zalău | Sala Polivalentă, Roman Arbitri: Stark, Ștefan |
| 18 februarie 2017 Digi2, Dolce312:30 | Glibko, Stoleru 7 | (15-12) | Tămaș 5  | Sala Polivalentă, Roman Arbitri: Stark, Ștefan |
| 18 februarie 2017 Digi2, Dolce312:30 | 3× 3×             | Cronica | 2× 3×    | Sala Polivalentă, Roman Arbitri: Stark, Ștefan |

| 18 februarie 2017 TVR116:00 | HCM Râmnicu Vâlcea | 32 - 28 | CSM Bistrița | Sala Sporturilor Traian, Râmnicu Vâlcea Arbitri: Barbu, Manafu |
| 18 februarie 2017 TVR116:00 | Senocico 7         | (13-15) | Chirilă 8    | Sala Sporturilor Traian, Râmnicu Vâlcea Arbitri: Barbu, Manafu |
| 18 februarie 2017 TVR116:00 | 1× 3×              | Cronica | 6× 4×        | Sala Sporturilor Traian, Râmnicu Vâlcea Arbitri: Barbu, Manafu |

| 19 februarie 2017 Digi3, Dolce311:30 | Corona Brașov | 29 - 31 | CS Măgura Cisnădie | Sala Sporturilor „Dumitru Popescu Colibași”, Brașov Arbitri: Din, Dinu |
| 19 februarie 2017 Digi3, Dolce311:30 | Chiper 6      | (15-14) | Moldovan 12        | Sala Sporturilor „Dumitru Popescu Colibași”, Brașov Arbitri: Din, Dinu |
| 19 februarie 2017 Digi3, Dolce311:30 | 4× 3×         | Cronica | 9× 3× 2×           | Sala Sporturilor „Dumitru Popescu Colibași”, Brașov Arbitri: Din, Dinu |

| 19 februarie 2017 TVR116:00 | HC Dunărea Brăila | 23 - 19 | CSU Danubius Galați | Sala Polivalentă „Danubius”, Brăila Arbitri: Gorina, Melencu |
| 19 februarie 2017 TVR116:00 | Perianu 6         | (10-9)  | Krnić, Livrinikj 7  | Sala Polivalentă „Danubius”, Brăila Arbitri: Gorina, Melencu |
| 19 februarie 2017 TVR116:00 | 3× 2×             | Cronica | 5× 3× 1×            | Sala Polivalentă „Danubius”, Brăila Arbitri: Gorina, Melencu |

„U” Alexandrion Cluj și CSM Unirea Slobozia au stat.

### Etapa a XIX-a
| 20 februarie 2017 Digi3, Dolce217:00 | CSM București                 | 34 - 22 | „U” Alexandrion Cluj | Sala Rapid, București Arbitri: Cazan, Suliman |
| 20 februarie 2017 Digi3, Dolce217:00 | Bazaliu, Lobaci, Torstenson 4 | (18-8)  | Puiu 4               | Sala Rapid, București Arbitri: Cazan, Suliman |
| 20 februarie 2017 Digi3, Dolce217:00 | 6× 3×                         | Cronica | 3× 2×                | Sala Rapid, București Arbitri: Cazan, Suliman |

| 25 februarie 2017 TVR116:00 | CSU Danubius Galați | 24 - 31 | SCM Craiova | Sala Sporturilor, Galați Arbitri: Georgescu, Moldoveanu |
| 25 februarie 2017 TVR116:00 | Krnić 6             | (11-14) | Nikolić 10  | Sala Sporturilor, Galați Arbitri: Georgescu, Moldoveanu |
| 25 februarie 2017 TVR116:00 | 3× 3×               | Cronica | 3× 3×       | Sala Sporturilor, Galați Arbitri: Georgescu, Moldoveanu |

| 26 februarie 2017 11:00 | CSM Roman | 29 - 23 | Corona Brașov | Sala Polivalentă, Roman Arbitri: Badiu, Barbu |
| 26 februarie 2017 11:00 | Glibko 9  | (17-11) | Chiper 7      | Sala Polivalentă, Roman Arbitri: Badiu, Barbu |
| 26 februarie 2017 11:00 | 3× 2×     | Cronica | 5× 2×         | Sala Polivalentă, Roman Arbitri: Badiu, Barbu |

| 26 februarie 2017 11:00 | CSM Unirea Slobozia | 24 - 25 | HCM Râmnicu Vâlcea | Sala Sporturilor „Andreea Nica”, Slobozia Arbitri: Ghiorghișor, State |
| 26 februarie 2017 11:00 | Enescu 8            | (11-14) | Vizitiu 8          | Sala Sporturilor „Andreea Nica”, Slobozia Arbitri: Ghiorghișor, State |
| 26 februarie 2017 11:00 | 3× 3×               | Cronica | 2× 3×              | Sala Sporturilor „Andreea Nica”, Slobozia Arbitri: Ghiorghișor, State |

| 26 februarie 2017 Digi2, Dolce211:30 | HC Zalău     | 28 - 25 | HC Dunărea Brăila | Sala Sporturilor, Zalău Arbitri: Harabagiu, Stănescu |
| 26 februarie 2017 Digi2, Dolce211:30 | Abed Kader 8 | (11-11) | Buceschi 8        | Sala Sporturilor, Zalău Arbitri: Harabagiu, Stănescu |
| 26 februarie 2017 Digi2, Dolce211:30 | 3× 2×        | Cronica | 3× 3×             | Sala Sporturilor, Zalău Arbitri: Harabagiu, Stănescu |

| 26 februarie 2017 12:00 | CSM Bistrița | 30 - 15 | CS Măgura Cisnădie | Sala Polivalentă, Bistrița Arbitri: Florescu, Stoia |
| 26 februarie 2017 12:00 | Chirilă 7    | (14-5)  | Moldovan 5         | Sala Polivalentă, Bistrița Arbitri: Florescu, Stoia |
| 26 februarie 2017 12:00 | 4× 2×        | Cronica | 2× 1×              | Sala Polivalentă, Bistrița Arbitri: Florescu, Stoia |

### Etapa a XX-a
| 3 martie 2017 Digi3, Dolce217:00 | HC Dunărea Brăila | 27 - 23 | CSM Roman | Sala Polivalentă „Danubius”,Brăila Arbitri: Stark, Ștefan |
| 3 martie 2017 Digi3, Dolce217:00 | Tiron 12          | (9-11)  | Glibko 7  | Sala Polivalentă „Danubius”,Brăila Arbitri: Stark, Ștefan |
| 3 martie 2017 Digi3, Dolce217:00 | 4× 3×             | Cronica | 2× 3×     | Sala Polivalentă „Danubius”,Brăila Arbitri: Stark, Ștefan |

| 4 martie 2017 TVR116:00 | SCM Craiova | 25 - 23 | HC Zalău | Sala Polivalentă, Craiova Arbitri: Doană, Gociu |
| 4 martie 2017 TVR116:00 | Zamfir 9    | (14-10) | Rob 6    | Sala Polivalentă, Craiova Arbitri: Doană, Gociu |
| 4 martie 2017 TVR116:00 | 2× 2×       | Cronica | 3× 3×    | Sala Polivalentă, Craiova Arbitri: Doană, Gociu |

| 5 martie 2017 TVR116:00 | „U” Alexandrion Cluj | 25 - 18 | CSU Danubius Galați | Sala Polivalentă, Cluj Arbitri: Velișca, Vlad |
| 5 martie 2017 TVR116:00 | Laslo 9              | (14-7)  | Livrinikj 6         | Sala Polivalentă, Cluj Arbitri: Velișca, Vlad |
| 5 martie 2017 TVR116:00 | 2×                   | Cronica | 3× 2×               | Sala Polivalentă, Cluj Arbitri: Velișca, Vlad |

| 5 martie 2017 18:00 | CS Măgura Cisnădie | 22 - 21 | CSM Unirea Slobozia | Sala Polivalentă „Măgura”, Cisnădie Arbitri: Pârvu, Potîrniche |
| 5 martie 2017 18:00 | Moldovan 11        | (13-11) | Enescu 10           | Sala Polivalentă „Măgura”, Cisnădie Arbitri: Pârvu, Potîrniche |
| 5 martie 2017 18:00 | 8× 3×              | Cronica | 5× 3×               | Sala Polivalentă „Măgura”, Cisnădie Arbitri: Pârvu, Potîrniche |

| 6 martie 2017 Digi2, Dolce218:00 | Corona Brașov    | 30 - 27 | CSM Bistrița | Sala Sporturilor „Dumitru Popescu Colibași”, Brașov Arbitri: Fînață, Hendrea |
| 6 martie 2017 Digi2, Dolce218:00 | Dincă, Pricopi 5 | (17-15) | Pristăviță 9 | Sala Sporturilor „Dumitru Popescu Colibași”, Brașov Arbitri: Fînață, Hendrea |
| 6 martie 2017 Digi2, Dolce218:00 | 7× 2×            | Cronica | 4× 3×        | Sala Sporturilor „Dumitru Popescu Colibași”, Brașov Arbitri: Fînață, Hendrea |

CSM București și HCM Râmnicu Vâlcea au stat.

### Etapa a XXI-a
| 22 martie 2017 TVR216:00 | CSM Unirea Slobozia | 27 - 29 | CSM Bistrița | Sala Sporturilor „Andreea Nica”, Slobozia Arbitri: Florescu, Stoica |
| 22 martie 2017 TVR216:00 | Enescu, Iovănescu 8 | (15-14) | Chirilă 7    | Sala Sporturilor „Andreea Nica”, Slobozia Arbitri: Florescu, Stoica |
| 22 martie 2017 TVR216:00 | 2× 3×               | Cronica | 3× 3×        | Sala Sporturilor „Andreea Nica”, Slobozia Arbitri: Florescu, Stoica |

| 23 martie 2017 TVR HD17:00 | HC Dunărea Brăila | 27 - 25 | Corona Brașov | Sala Polivalentă „Danubius”,Brăila Arbitri: Iliescu, Manea |
| 23 martie 2017 TVR HD17:00 | Perianu 6         | (12-11) | Chiper 10     | Sala Polivalentă „Danubius”,Brăila Arbitri: Iliescu, Manea |
| 23 martie 2017 TVR HD17:00 | 1× 2×             | Cronica | 4× 3×         | Sala Polivalentă „Danubius”,Brăila Arbitri: Iliescu, Manea |

| 23 martie 2017 17:00 | CSM Roman | 25 - 24 | SCM Craiova | Sala Polivalentă, Roman Arbitri: Ghiorghișor, State |
| 23 martie 2017 17:00 | Popescu 5 | (14-13) | Zamfir 11   | Sala Polivalentă, Roman Arbitri: Ghiorghișor, State |
| 23 martie 2017 17:00 | 3×        | Cronica | 1× 3×       | Sala Polivalentă, Roman Arbitri: Ghiorghișor, State |

| 23 martie 2017 Digi418:00 | CSM București                    | 37 - 23 | HCM Râmnicu Vâlcea | Sala Sporturilor Traian, Râmnicu Vâlcea Arbitri: Agliceriu, Turdean |
| 23 martie 2017 Digi418:00 | Ayglon-Saurina, Bazaliu, Curea 7 | (19-9)  | Adespii, Gavrilă 5 | Sala Sporturilor Traian, Râmnicu Vâlcea Arbitri: Agliceriu, Turdean |
| 23 martie 2017 Digi418:00 | 3× 2×                            | Cronica | 2×                 | Sala Sporturilor Traian, Râmnicu Vâlcea Arbitri: Agliceriu, Turdean |

| 23 martie 2017 Digi419:30 | HC Zalău | 29 - 26 | „U” Alexandrion Cluj | Sala Sporturilor, Zalău Arbitri: Fîșcu, Moldoveanu |
| 23 martie 2017 Digi419:30 | Rob 8    | (15-12) | Laslo 11             | Sala Sporturilor, Zalău Arbitri: Fîșcu, Moldoveanu |
| 23 martie 2017 Digi419:30 | 3× 4×    | Cronica | 7× 2×                | Sala Sporturilor, Zalău Arbitri: Fîșcu, Moldoveanu |

CS Măgura Cisnădie și CSU Danubius Galați au stat.

### Etapa a XXII-a
| 25 martie 2017 Digi2, Dolce116:00 | CS Măgura Cisnădie | 21 - 30 | CSM București | Sala Polivalentă „Măgura”, Cisnădie Arbitri: Arsene, Bontea |
| 25 martie 2017 Digi2, Dolce116:00 | Apetrei 7          | (12-18) | Martín 7      | Sala Polivalentă „Măgura”, Cisnădie Arbitri: Arsene, Bontea |
| 25 martie 2017 Digi2, Dolce116:00 | 2× 2×              | Cronica | 5× 2×         | Sala Polivalentă „Măgura”, Cisnădie Arbitri: Arsene, Bontea |

În urma victoriei din această etapă, CSM București a devenit matematic campioana României, nemaiputând fi ajunsă la puncte de niciuna din celelalte echipe.
| 26 martie 2017 TVR116:00 | SCM Craiova | 28 - 17 | HC Dunărea Brăila      | Sala Polivalentă, Craiova Arbitri: Din, Dinu |
| 26 martie 2017 TVR116:00 | Zamfir 8    | (11-7)  | Buceschi, Zamfirescu 3 | Sala Polivalentă, Craiova Arbitri: Din, Dinu |
| 26 martie 2017 TVR116:00 | 3× 3×       | Cronica | 2×                     | Sala Polivalentă, Craiova Arbitri: Din, Dinu |

| 26 martie 2017 17:00 | Corona Brașov | 26 - 15 | CSM Unirea Slobozia | Sala Sporturilor „Dumitru Popescu Colibași”, Brașov Arbitri: Năstase, Stancu |
| 26 martie 2017 17:00 | Cartaș 8      | (11-9)  | Pătuleanu 4         | Sala Sporturilor „Dumitru Popescu Colibași”, Brașov Arbitri: Năstase, Stancu |
| 26 martie 2017 17:00 | 3× 2×         | Cronica | 2× 3×               | Sala Sporturilor „Dumitru Popescu Colibași”, Brașov Arbitri: Năstase, Stancu |

În urma rezultatului din această etapă, CSM Slobozia a devenit prima echipă obligată să ia parte la turneul de baraj pentru rămânerea în Liga Națională 2017-2018.
| 26 martie 2017 18:00 | HCM Râmnicu Vâlcea | 31 - 34 | CSU Danubius Galați | Sala Sporturilor Traian, Râmnicu Vâlcea Arbitri: Doană, Gociu |
| 26 martie 2017 18:00 | Adespii 12         | (9-16)  | Krnić 15            | Sala Sporturilor Traian, Râmnicu Vâlcea Arbitri: Doană, Gociu |
| 26 martie 2017 18:00 | 3× 2×              | Cronica | 5× 2×               | Sala Sporturilor Traian, Râmnicu Vâlcea Arbitri: Doană, Gociu |

| 27 martie 2017 Digi2, Dolce116:30 | „U” Alexandrion Cluj | 26 - 25 | CSM Roman          | Sala Polivalentă, Cluj Arbitri: Șerbu, Vasilescu |
| 27 martie 2017 Digi2, Dolce116:30 | Puiu 9               | (12-12) | Iuganu, Tošković 6 | Sala Polivalentă, Cluj Arbitri: Șerbu, Vasilescu |
| 27 martie 2017 Digi2, Dolce116:30 | 1× 2×                | Cronica | 3× 3×              | Sala Polivalentă, Cluj Arbitri: Șerbu, Vasilescu |

CSM Bistrița și HC Zalău au stat.

### Etapa a XXIII-a
| 29 martie 2017 Digi3, Dolce218:45 | CSM București | 34 - 27 | CSM Bistrița        | Sala Polivalentă, București Arbitri: Gurbina, Stanciu |
| 29 martie 2017 Digi3, Dolce218:45 | Lobaci 7      | (16-15) | Pristăvița, Szabó 6 | Sala Polivalentă, București Arbitri: Gurbina, Stanciu |
| 29 martie 2017 Digi3, Dolce218:45 | 1× 1×         | Cronica | 3× 1×               | Sala Polivalentă, București Arbitri: Gurbina, Stanciu |

| 1 aprilie 2017 TVR211:00 | SCM Craiova | 28 - 22 | Corona Brașov | Sala Polivalentă, Craiova Asistență: 800 Arbitri: Băducu, Voicu |
| 1 aprilie 2017 TVR211:00 | Zamfir 11   | (15-13) | Chiper 6      | Sala Polivalentă, Craiova Asistență: 800 Arbitri: Băducu, Voicu |
| 1 aprilie 2017 TVR211:00 | 3× 3×       | Cronica | 4× 3×         | Sala Polivalentă, Craiova Asistență: 800 Arbitri: Băducu, Voicu |

| 2 aprilie 2017 TVR116:00 | HC Dunărea Brăila | 29 - 25 | „U” Alexandrion Cluj | Sala Polivalentă „Danubius”, Brăila Arbitri: Barbu, Manafu |
| 2 aprilie 2017 TVR116:00 | Czeczi 8          | (19-14) | Laslo 9              | Sala Polivalentă „Danubius”, Brăila Arbitri: Barbu, Manafu |
| 2 aprilie 2017 TVR116:00 | 2× 4×             | Cronica | 5× 3×                | Sala Polivalentă „Danubius”, Brăila Arbitri: Barbu, Manafu |

| 2 aprilie 2017 17:00 | CSU Danubius Galați | 22 - 27 | CS Măgura Cisnădie | Sala Sporturilor, Galați Arbitri: Din, Dinu |
| 2 aprilie 2017 17:00 | Krnić 8             | (10-13) | Apetrei 8          | Sala Sporturilor, Galați Arbitri: Din, Dinu |
| 2 aprilie 2017 17:00 | 8× 3×               | Cronica | 10× 3× 2×          | Sala Sporturilor, Galați Arbitri: Din, Dinu |

În urma rezultatului din această etapă, CSU Danubius Galați a devenit a doua echipă obligată să ia parte la turneul de baraj pentru rămânerea în Liga Națională 2017-2018.
| 3 aprilie 2017 Digi3, Dolce219:00 | HC Zalău | 32 - 21 | HCM Râmnicu Vâlcea | Sala Sporturilor, Zalău Arbitri: Năstase, Stancu |
| 3 aprilie 2017 Digi3, Dolce219:00 | Dragut 7 | (16-5)  | Vizitiu 9          | Sala Sporturilor, Zalău Arbitri: Năstase, Stancu |
| 3 aprilie 2017 Digi3, Dolce219:00 | 7× 3×    | Cronica | 3× 2×              | Sala Sporturilor, Zalău Arbitri: Năstase, Stancu |

CSM Roman și CSM Unirea Slobozia au stat.

### Etapa a XXIV-a
| 8 aprilie 2017 TVR116:00 | „U” Alexandrion Cluj | 24 - 28 | SCM Craiova | Sala Sporturilor Horia Demian, Cluj Arbitri: Ciobea, Dordea |
| 8 aprilie 2017 TVR116:00 | Laslo 5              | (12-12) | Zamfir 9    | Sala Sporturilor Horia Demian, Cluj Arbitri: Ciobea, Dordea |
| 8 aprilie 2017 TVR116:00 | 2×                   | Cronica | 3× 3×       | Sala Sporturilor Horia Demian, Cluj Arbitri: Ciobea, Dordea |

| 9 aprilie 2017 12:00 | CSM Bistrița | 29 - 28 | CSU Danubius Galați | Sala Polivalentă, Bistrița Arbitri: Nițișor, Stamatoiu |
| 9 aprilie 2017 12:00 | Chirilă 7    | (17-15) | Cozma 7             | Sala Polivalentă, Bistrița Arbitri: Nițișor, Stamatoiu |
| 9 aprilie 2017 12:00 | 1× 2×        | Cronica | 2× 2×               | Sala Polivalentă, Bistrița Arbitri: Nițișor, Stamatoiu |

| 9 aprilie 2017 18:00 | CS Măgura Cisnădie | 22 - 22 | HC Zalău             | Sala Polivalentă „Măgura”, Cisnădie Arbitri: Pintea, Sas |
| 9 aprilie 2017 18:00 | Moldovan 9         | (13-12) | Dragut, Rob, Tămaș 4 | Sala Polivalentă „Măgura”, Cisnădie Arbitri: Pintea, Sas |
| 9 aprilie 2017 18:00 | 6× 2× 1×           | Cronica | 5× 2×                | Sala Polivalentă „Măgura”, Cisnădie Arbitri: Pintea, Sas |

| 10 aprilie 2017 Digi2, Dolce218:00 | HCM Râmnicu Vâlcea | 26 - 37 | CSM Roman | Sala Sporturilor Traian, Râmnicu Vâlcea Arbitri: Florescu, Stoia |
| 10 aprilie 2017 Digi2, Dolce218:00 | Vizitiu 13         | (12-20) | Glibko 11 | Sala Sporturilor Traian, Râmnicu Vâlcea Arbitri: Florescu, Stoia |
| 10 aprilie 2017 Digi2, Dolce218:00 | 2× 1×              | Cronica | 7× 3×     | Sala Sporturilor Traian, Râmnicu Vâlcea Arbitri: Florescu, Stoia |

| 20 aprilie 2017 Digi4, Dolce318:00 | CSM Unirea Slobozia | 20 - 28 | CSM București | Sala Sporturilor „Andreea Nica”, Slobozia Arbitri: Cruceru, Rădulescu |
| 20 aprilie 2017 Digi4, Dolce318:00 | Enescu 7            | (13-14) | Lobaci 8      | Sala Sporturilor „Andreea Nica”, Slobozia Arbitri: Cruceru, Rădulescu |
| 20 aprilie 2017 Digi4, Dolce318:00 | 3× 3×               | Cronica | 2× 3×         | Sala Sporturilor „Andreea Nica”, Slobozia Arbitri: Cruceru, Rădulescu |

Corona Brașov și HC Dunărea Brăila au stat.

### Etapa a XXV-a
| 23 aprilie 2017 11:00 | CSM Roman           | 27 - 20 | CS Măgura Cisnădie | Sala Polivalentă, Roman Arbitri: Pârvu, Potîrniche |
| 23 aprilie 2017 11:00 | Stoleru, Tošković 6 | (15-8)  | Moldovan 8         | Sala Polivalentă, Roman Arbitri: Pârvu, Potîrniche |
| 23 aprilie 2017 11:00 | 6× 3×               | Cronica | 3× 3×              | Sala Polivalentă, Roman Arbitri: Pârvu, Potîrniche |

| 23 aprilie 2017 TVR211:00 | CSU Danubius Galați                  | 20 - 26 | CSM Unirea Slobozia | Sala Sporturilor, Galați Arbitri: Barbu, Manafu |
| 23 aprilie 2017 TVR211:00 | Conache, Cozma, Livrinikj, Șelever 3 | (5-14)  | Enescu 8            | Sala Sporturilor, Galați Arbitri: Barbu, Manafu |
| 23 aprilie 2017 TVR211:00 | 4× 2×                                | Cronica | 8× 4× 1×            | Sala Sporturilor, Galați Arbitri: Barbu, Manafu |

| 23 aprilie 2017 Digi4, Dolce413:00 | HC Zalău | 37 - 23 | CSM Bistrița | Sala Sporturilor, Zalău Arbitri: Nacu, Rucoi |
| 23 aprilie 2017 Digi4, Dolce413:00 | Bloj 10  | (18-11) | Chirilă 7    | Sala Sporturilor, Zalău Arbitri: Nacu, Rucoi |
| 23 aprilie 2017 Digi4, Dolce413:00 | 3× 4×    | Cronica | 4× 4×        | Sala Sporturilor, Zalău Arbitri: Nacu, Rucoi |

| 24 aprilie 2017 Digi4, Dolce219:00 | HC Dunărea Brăila | 26 - 18 | HCM Râmnicu Vâlcea | Sala Polivalentă „Danubius”, Brăila Arbitri: Năstase, Stancu |
| 24 aprilie 2017 Digi4, Dolce219:00 | Tiron 7           | (12-6)  | Florica 4          | Sala Polivalentă „Danubius”, Brăila Arbitri: Năstase, Stancu |
| 24 aprilie 2017 Digi4, Dolce219:00 | 4× 3×             | Cronica | 2× 2×              | Sala Polivalentă „Danubius”, Brăila Arbitri: Năstase, Stancu |

În urma victoriei din această etapă, HC Dunărea Brăila a devenit matematic vicecampioana României, nemaiputând fi ajunsă la puncte de niciuna din celelalte echipe.
| 26 aprilie 2017 TVR216:00 | „U” Alexandrion Cluj | 28 - 32 | Corona Brașov     | Sala Polivalentă, Cluj Arbitri: Iliescu, Manea |
| 26 aprilie 2017 TVR216:00 | Puiu 9               | (15-16) | Chiper, Crăciun 5 | Sala Polivalentă, Cluj Arbitri: Iliescu, Manea |
| 26 aprilie 2017 TVR216:00 | 6× 2×                | Cronica | 5× 3×             | Sala Polivalentă, Cluj Arbitri: Iliescu, Manea |

SCM Craiova și CSM București au stat.

### Etapa a XXVI-a
| 28 aprilie 2017 12:00 | CSM Unirea Slobozia | 20 - 31 | HC Zalău | Sala Sporturilor „Andreea Nica”, Slobozia Arbitri: Ghiorghișor, State |
| 28 aprilie 2017 12:00 | Enescu 4            | (9-15)  | Dragut 6 | Sala Sporturilor „Andreea Nica”, Slobozia Arbitri: Ghiorghișor, State |
| 28 aprilie 2017 12:00 | 3× 3×               | Cronica | 5× 2×    | Sala Sporturilor „Andreea Nica”, Slobozia Arbitri: Ghiorghișor, State |

| 29 aprilie 2017 Digi3, Dolce312:30 | Corona Brașov | 26 - 36 | CSM București | Sala Sporturilor „Dumitru Popescu Colibași”, Brașov Arbitri: Năstase, Stancu |
| 29 aprilie 2017 Digi3, Dolce312:30 | Chiper 6      | (12-16) | Lobaci 7      | Sala Sporturilor „Dumitru Popescu Colibași”, Brașov Arbitri: Năstase, Stancu |
| 29 aprilie 2017 Digi3, Dolce312:30 | 1×            | Cronica | 4× 4× 1×      | Sala Sporturilor „Dumitru Popescu Colibași”, Brașov Arbitri: Năstase, Stancu |

| 29 aprilie 2017 TVR216:00 | CSM Bistrița | 27 - 23 | CSM Roman | Sala Polivalentă, Bistrița Arbitri: Belean, Călina |
| 29 aprilie 2017 TVR216:00 | Chirilă 8    | (10-11) | Iuganu 6  | Sala Polivalentă, Bistrița Arbitri: Belean, Călina |
| 29 aprilie 2017 TVR216:00 | 2× 4×        | Cronica | 2× 2×     | Sala Polivalentă, Bistrița Arbitri: Belean, Călina |

| 30 aprilie 2017 TVR116:00 | HCM Râmnicu Vâlcea | 20 - 31 | SCM Craiova | Sala Sporturilor Traian, Râmnicu Vâlcea Arbitri: Băban, Marta |
| 30 aprilie 2017 TVR116:00 | Simion 4           | (14-16) | Nikolić 8   | Sala Sporturilor Traian, Râmnicu Vâlcea Arbitri: Băban, Marta |
| 30 aprilie 2017 TVR116:00 | 1× 2×              | Cronica | 4× 3×       | Sala Sporturilor Traian, Râmnicu Vâlcea Arbitri: Băban, Marta |

| 1 mai 2017 Digi4, Dolce218:30 | CS Măgura Cisnădie | 27 - 27 | HC Dunărea Brăila   | Sala Polivalentă „Măgura”, Cisnădie Arbitri: Badiu, Barbu |
| 1 mai 2017 Digi4, Dolce218:30 | Moldovan 11        | (11-12) | Buceschi, Perianu 6 | Sala Polivalentă „Măgura”, Cisnădie Arbitri: Badiu, Barbu |
| 1 mai 2017 Digi4, Dolce218:30 | 5× 2×              | Cronica | 6× 4×               | Sala Polivalentă „Măgura”, Cisnădie Arbitri: Badiu, Barbu |

CSU Danubius Galați și „U” Alexandrion Cluj au stat.

## Promovare și retrogradare
În ediția 2016-2017, Liga Națională de handbal feminin s-a desfășurat doar cu tur și retur, fără Play-Off și Play-Out. La întrecere au participat inițial 14 echipe, dar două dintre ele, CSM Ploiești și CSM Cetate Deva, au fost excluse din competiție după ce nu au mai putut participa la meciuri din motive financiare. Din acest motiv, echipele clasate pe ultimele două locuri (11 și 12), CSU Danubius Galați, respectiv CSM Unirea Slobozia, nu au mai retrogradat direct în Divizia A, ci au disputat un turneu de baraj împreună cu formațiile care au terminat sezonul pe locurile 2 și 3 în cele două serii ale Diviziei A. Regulamentul de desfășurare preciza că, la capătul turneului de baraj, primele două echipe clasate vor rămâne sau, după caz, vor promova în Liga Națională.
Ca și în edițiile anterioare, echipele clasate pe locul 1 în cele două serii ale Diviziei A au promovat direct în Liga Națională. Aceste echipe au fost CS Rapid USL Metrou București, câștigătoarea Seriei A, și CSM Slatina, câștigătoarea Seriei B.
Echipele care au luat parte la turneul de baraj au fost împărțite în două serii de câte trei. Tragerea la sorți pentru distribuția în serii a fost efectuată pe 10 mai 2017, la sediul Federației Române de Handbal. Fiecare serie a conținut o echipă din Liga Națională, o echipă de pe locul 2 și una de pe locul 3 din Divizia A. 
Meciurile s-au desfășurat în Sala Sporturilor „Kati Szabó” din Sfântu Gheorghe, în perioada 24-27 mai 2017. Programul complet al partidelor a fost publicat pe site-ul oficial al FRH pe data de 16 mai 2017.
|  | Echipe rămase în Liga Națională                 |
|  | Echipe care au mai jucat un meci de departajare |
|  | Echipe rămase în Divizia A                      |

### Seria I
| Poz. | Echipa              | J | V | E | Î | GM | GP | DG   | P |
| ---- | ------------------- | - | - | - | - | -- | -- | ---- | - |
| 1    | CSM Unirea Slobozia | 2 | 2 | 0 | 0 | 60 | 33 | + 27 | 6 |
| 2    | CS Dinamo București | 2 | 1 | 0 | 1 | 49 | 42 | + 7  | 3 |
| 3    | CSU Reșița          | 2 | 0 | 0 | 2 | 39 | 73 | – 34 | 0 |

### Seria a II-a
| Poz. | Echipa              | J | V | E | Î | GM | GP | DG   | P |
| ---- | ------------------- | - | - | - | - | -- | -- | ---- | - |
| 1    | CSU Danubius Galați | 2 | 2 | 0 | 0 | 65 | 40 | + 25 | 6 |
| 2    | CS Minaur Baia Mare | 2 | 1 | 0 | 1 | 55 | 51 | + 4  | 3 |
| 3    | CS HM Buzău         | 2 | 0 | 0 | 2 | 45 | 74 | – 29 | 0 |

#### Astfel, la sfârșitul sezonului 2016-2017:
- CSM Unirea Slobozia și CSU Danubius Galați au rămas în Liga Națională;
- CS Rapid USL Metrou București și CSM Slatina au promovat în Liga Națională;
- CS Dinamo București, care a învins pe CS Minaur Baia Mare într-un meci de departajare, poate promova în Liga Națională în cazul retragerii unei alte echipe;

## Clasamentul marcatoarelor
În tabelul de mai jos au fost contabilizate și golurile înscrise în meciul CSM București-CSU Danubius Galați, deși rezultatul de pe teren a fost ulterior anulat de către FRH. Din tabel au fost scăzute golurile marcate în partidele cu CSM Ploiești și CSM Cetate Deva, după excluderea acestor echipe din Liga Națională, dar au fost păstrate golurile marcate de Dana Abed Kader.
Clasament final pe data de 1 mai 2017
| Poz.                        | Nume                       | Echipă                 | Goluri |
| --------------------------- | -------------------------- | ---------------------- | ------ |
| Trofeul Simona Arghir Sandu | Cristina Zamfir (ROU)      | SCM Craiova            | 186    |
| 2                           | Oana Chirilă (ROU)         | CSM Bistrița           | 159    |
| 3                           | Ada Moldovan (ROU)         | CS Măgura Cisnădie     | 158    |
| 4                           | Irina Glibko (UKR)         | CSM Roman              | 143    |
| 5                           | Andreea Enescu (ROU)       | CSM Unirea Slobozia    | 135    |
| 6                           | Laura Chiper (ROU)         | ASC Corona 2010 Brașov | 136    |
| 7                           | Cristina Laslo (ROU)       | „U” Alexandrion Cluj   | 113    |
| 8                           | Florina Chintoan (ROU)     | „U” Alexandrion Cluj   | 109    |
| 9                           | Teodora Bloj (ROU)         | HC Zalău               | 94     |
| 10                          | Ana Maria Dragut (ROU)     | HC Zalău               | 93     |
| 10                          | Željka Nikolić (SRB)       | SCM Craiova            | 93     |
| 12                          | Laura Pristăviță (ROU)     | CSM Bistrița           | 92     |
| 13                          | Andreea Adespii (ROU)      | HCM Râmnicu Vâlcea     | 91     |
| 13                          | Bianca Tiron (ROU)         | HC Dunărea Brăila      | 91     |
| 15                          | Ana Maria Simion (ROU)     | HCM Râmnicu Vâlcea     | 90     |
| 16                          | Dana Abed Kader (ROU)      | HC Zalău               | 89     |
| 17                          | Laurisa Landre (FRA)       | SCM Craiova            | 88     |
| 18                          | Anastasia Lobaci (BLR)     | CSM București          | 87     |
| 18                          | Mihaela Senocico-Ani (ROU) | HCM Râmnicu Vâlcea     | 87     |
| 20                          | Diana Puiu (ROU)           | „U” Alexandrion Cluj   | 86     |
| 20                          | Jasna Tošković (MNE)       | CSM Roman              | 86     |
| 22                          | Nataša Krnić (MNE)         | CSU Danubius Galați    | 85     |
| 23                          | Elena Livrinikj (MKD)      | CSU Danubius Galați    | 82     |
| 23                          | Carmen Martín (ESP)        | CSM București          | 82     |
| 25                          | Roxana Rob (ROU)           | HC Zalău               | 81     |